# Carl Goerdeler

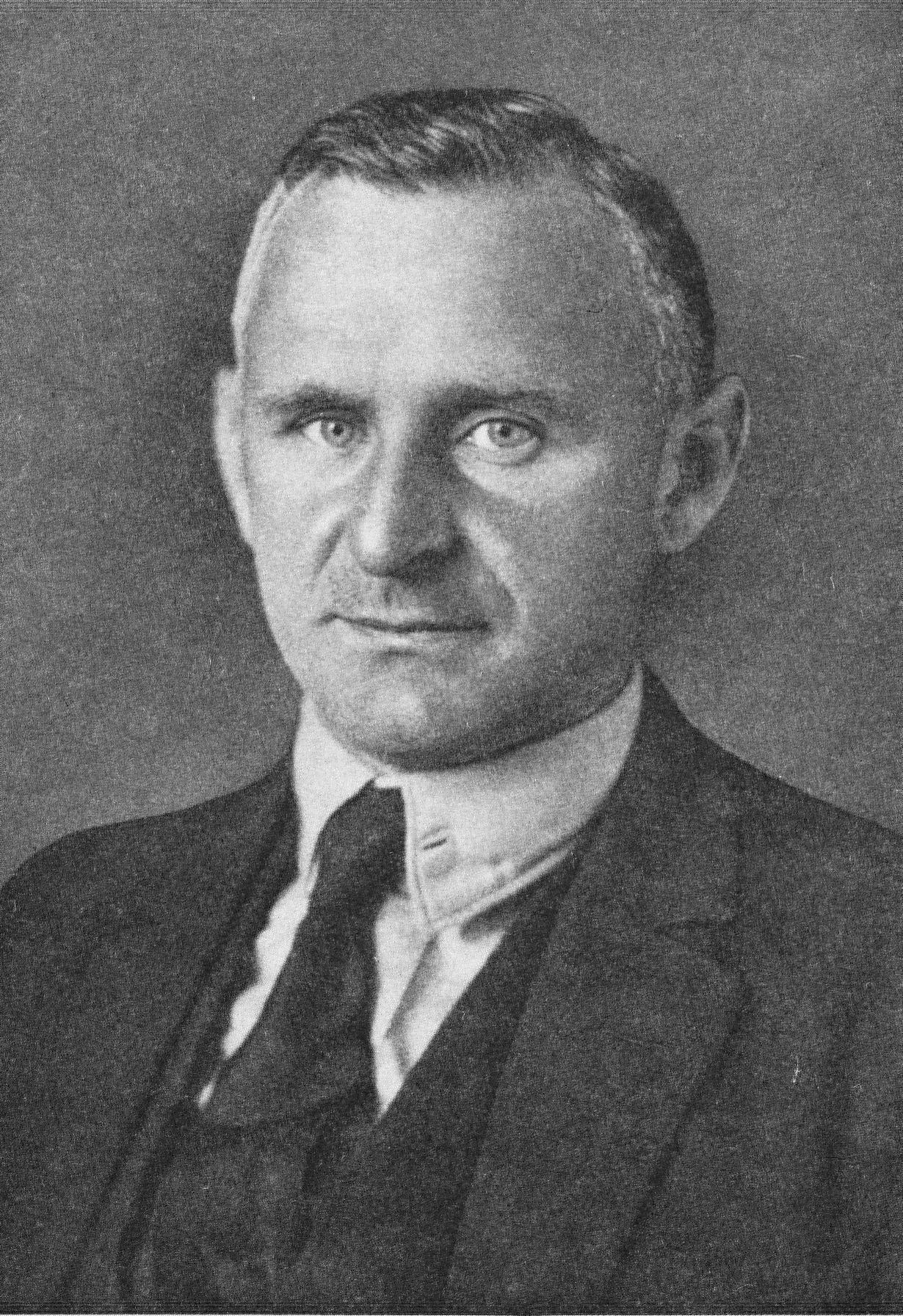
Carl Goerdeler (1925)

Carl Friedrich Goerdeler (* 31. Juli 1884 in Schneidemühl, Provinz Posen; † 2. Februar 1945 in Berlin-Plötzensee) war ein deutscher Jurist, Politiker (parteilos, 1919–1931 DNVP) und Widerstandskämpfer gegen den Nationalsozialismus. Goerdeler gehörte zu den führenden zivilen Köpfen der Widerstandsbewegung und sollte nach einem erfolgreichen Attentat vom 20. Juli 1944, an dessen Planung er maßgeblich beteiligt war, das Amt des Reichskanzlers übernehmen.
Goerdeler entstammte einer preußischen Beamtenfamilie. Er war seit 1911 Kommunalpolitiker und von 1930 bis 1937 Oberbürgermeister von Leipzig. Geistig orientierte Goerdeler sich an der preußischen Tradition und einem wirtschaftsliberalen Wertkonservatismus. Der Verwaltungsfachmann war in den 1920er Jahren mehrfach als Reichskanzler im Gespräch, bevor er 1931/32 und 1934/35 das Amt des Reichskommissars für Preisüberwachung innehatte.
Die Machtübertragung an die NSDAP Anfang 1933 bewertete Goerdeler teilweise positiv. Aus seiner konservativen Weltanschauung heraus weigerte er sich jedoch von Anfang an, Mitglied der Partei zu werden, und entwickelte sich bis spätestens 1936 zu einem entschiedenen Gegner des NS-Regimes. Als die Nazis im November 1936 in einer Nacht-und-Nebel-Aktion das Leipziger Denkmal des Komponisten Felix Mendelssohn Bartholdy aufgrund dessen jüdischer Herkunft beseitigten, stellte Goerdeler demonstrativ den Antrag, spätestens zum 1. April 1937 als Oberbürgermeister aus dem Dienst der Stadt Leipzig entlassen zu werden. Sein Antrag wurde am 7. Januar 1937 genehmigt und er bis zum Ende seiner Dienstzeit beurlaubt. In den folgenden Jahren reiste er durch die Staaten der Westmächte, um vor dem Nationalsozialismus zu warnen und die alliierten Regierungen zu beraten.
Mit Beginn des Zweiten Weltkrieges bildete sich um Goerdeler ein konservativer Kreis des zivilen Widerstands heraus, der das Ende der NS-Herrschaft herbeiführen wollte. Dieser sogenannte „Goerdeler-Kreis“ war ein geistiges Zentrum der Opposition gegen Hitler und verfügte über zahlreiche Kontakte zu anderen Widerstandsgruppen, insbesondere zum militärischen Widerstand um Ludwig Beck. Nach dem Scheitern des Attentats vom 20. Juli wurde Goerdeler im August 1944 denunziert, vom Volksgerichtshof zum Tode verurteilt und am 2. Februar 1945 in Berlin-Plötzensee hingerichtet.

## Leben

### Herkunft und Kindheit

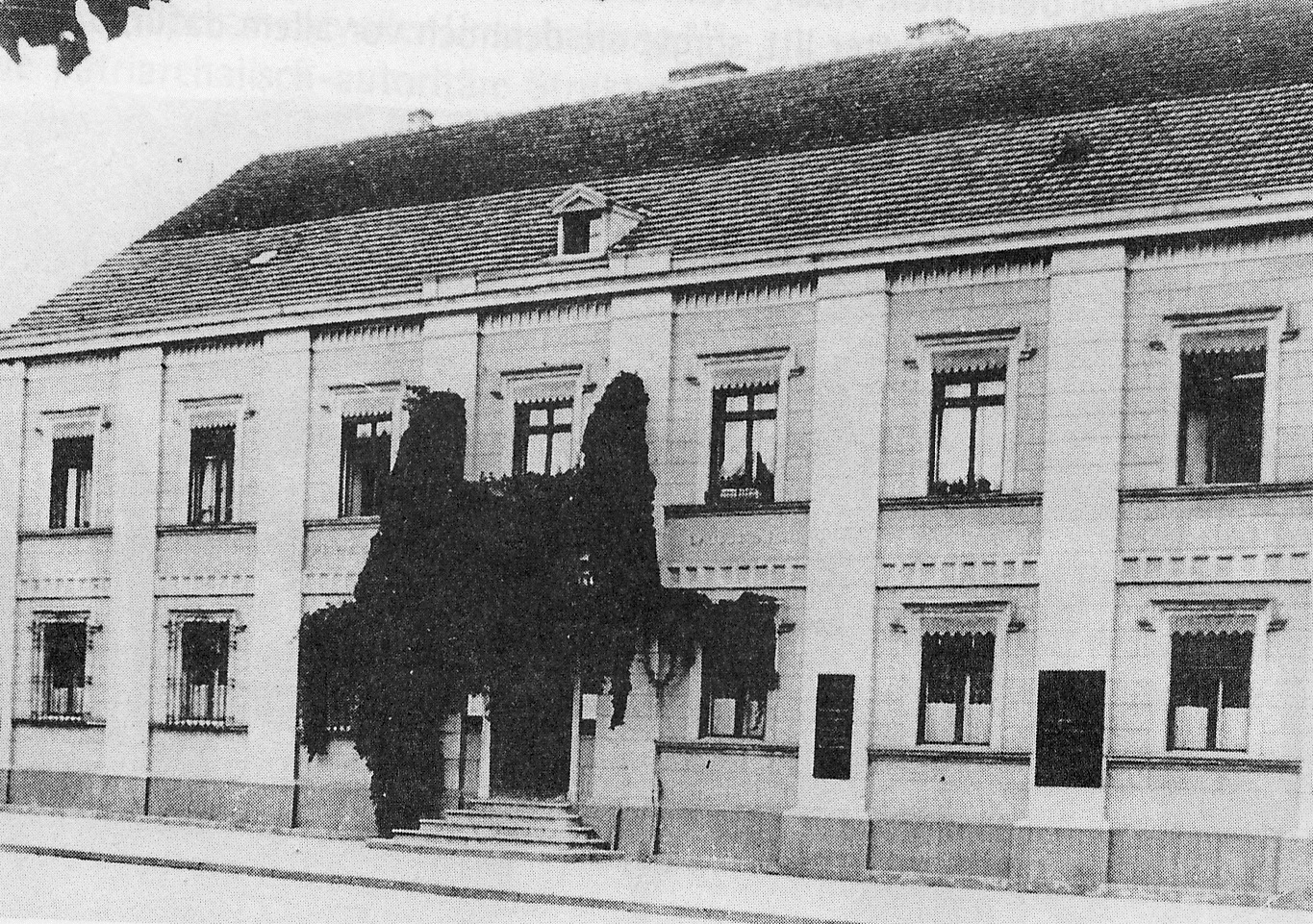
Wohnhaus der Familie Goerdeler am Marktplatz von Schneidemühl, um 1890

Carl Friedrich Goerdeler wurde als dritter Sohn des Juristen Julius Goerdeler und seiner Frau Adelheid, geborener Roloff, in Schneidemühl, Kreis Kolmar i. Posen, geboren. Seine Familie gehörte väterlicher- und mütterlicherseits zur preußischen Beamtenelite. Bereits sein ursprünglich aus Lüchow stammender Urgroßvater Christian Goerdeler war als Oberrevisionsrat zur Zeit Friedrich Wilhelms III. in Berlin tätig gewesen. Sein Großvater, Dietrich Wilhelm Goerdeler, arbeitete am Oberlandesgericht Hamm in der Provinz Westfalen. Seit seiner Versetzung 1852 an das Appellationsgericht Marienwerder in der Provinz Westpreußen war die Familie eng mit dem ländlichen Ostelbien verbunden. Der noch in Hamm geborene Vater Julius Goerdeler wuchs in Marienwerder auf und heiratete die Tochter des dortigen Appellationsgerichtsrats Carl Roloff, nachdem er als Offizier der Reserve aus dem Deutsch-Französischen Krieg 1870/71 zurückgekehrt war. Aus dieser Ehe gingen vier Söhne (Gustav, Franz, Carl und Fritz) sowie eine Tochter (Else) hervor. Über die Jugendzeit Goerdelers liegen aufgrund seiner erhaltenen Jugenderinnerungen, die er kurz vor seiner Verhaftung 1944 verfasste, detaillierte Quellen vor.
Nach der Geburt des dritten Sohnes Carl gab Julius Goerdeler seine Tätigkeit als Rechtsanwalt in Schneidemühl auf und ergriff die Chance, als Amtsrichter und gleichzeitig als Geschäftsführer der Landwirtschaftsbank „Neue Westpreußische Landschaft“ zu arbeiten. Bis zu seinem sechsten Lebensjahr wuchs Carl Goerdeler in der kleinen Landstadt Schneidemühl auf, bevor sein Vater 1890 ins nahe Marienwerder versetzt wurde und die Familie dorthin umzog. Am Umfeld der Familie änderte sich jedoch wenig: Ihre Lebensführung war bürgerlich und von provinzieller Einfachheit und Naturverbundenheit geprägt. Sein Vater führte die Familie patriarchalisch-autoritär, kompensiert durch die „liebreizende Würde“ und Lebhaftigkeit der Mutter. Der große Familienzusammenhalt und insbesondere auch die geschlechterspezifische Rollenverteilung bestimmten Goerdelers spätere Auffassungen über die Familie als wichtigste Stütze der Gesellschaft – er selbst nannte dies das „Grunderlebnis“ seiner Kinder- und Jugendzeit. Hinzu kam der „Geist altpreußisch-konservativen Beamtentums“: Goerdeler erfuhr eine Erziehung zu preußischen Tugenden und königstreu-konservativer Grundeinstellung. Auch politische Diskussionen fanden im Hause der Familie häufig statt, besonders, seitdem der Vater 1899 für die Freikonservative Partei in den preußischen Landtag eingezogen war.
Seit 1891 besuchte Goerdeler das humanistische Gymnasium Marienwerder, an dem schon sein Vater das Abitur gemacht hatte. Auch wenn er nicht zu den besten Schülern gehörte, so beurteilte er im Rückblick seine Schulzeit doch als „vorzüglich“. Am humanistischen Gymnasium erwarb er eine bürgerlich ästhetisch-geschichtlich ausgerichtete Bildung. Besonders die Kultur des antiken Griechenlands und die friderizianisch-protestantische Tradition standen im Vordergrund. Am 22. März 1902 legte Carl Goerdeler dort die Reifeprüfung erfolgreich ab. Anschließend meldete er sich, der Mode der Jahrhundertwende folgend, zur Offiziersausbildung bei der kaiserlichen Marine. Er verbrachte aber nur wenige Monate als Schüler der Marineakademie in Kiel, da ihn „furchtbares Heimweh“ packte. Nach dem kurzen Zwischenspiel als Marinesoldat entschloss sich Goerdeler schließlich, die Familientradition fortzusetzen und Jurist zu werden.

### Studium in Tübingen und Königsberg

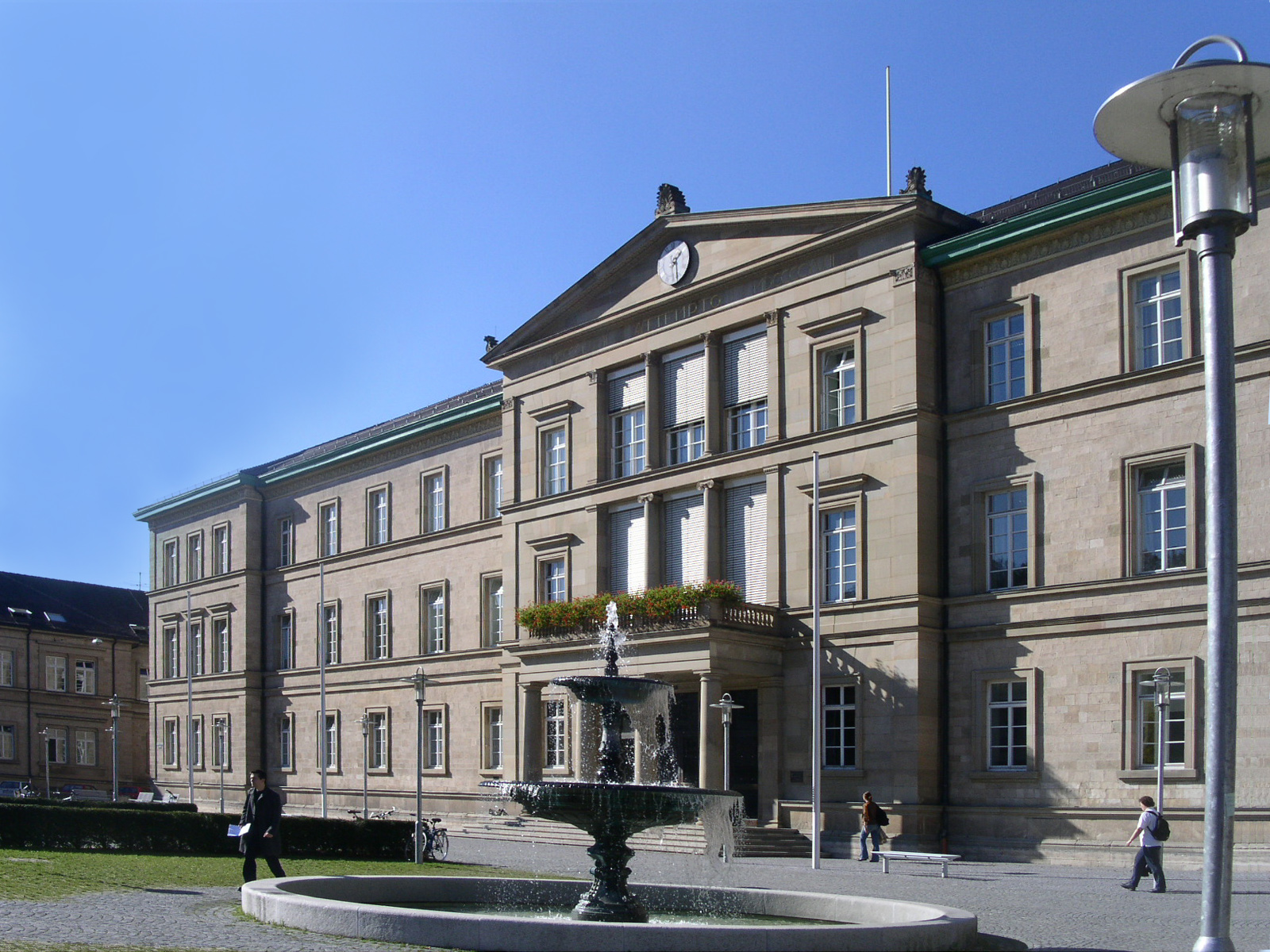
Neue Aula der Eberhard Karls Universität Tübingen, in der eine Gedenktafel an die ehemaligen Tübinger Studenten erinnert, die am 20. Juli beteiligt waren.

Am 13. November 1902 nahm Goerdeler an der Eberhard Karls Universität Tübingen ein Studium der Rechtswissenschaften auf. Dort hatten bereits seine beiden älteren Brüder studiert, und wie sie wechselte auch Carl nach drei Semestern die Universität: 1905 ging er an die Albertina nach Königsberg. Die juristischen Fakultäten dieser beiden Hochschulen galten als besonders konservativ und elitär. Neben Vorlesungen der Rechtswissenschaft besuchte Goerdeler auch historische, da er sich sehr für die Geschichte des 19. Jahrhunderts, insbesondere für die Preußischen Reformen, interessierte. Dieses historische Interesse prägte später auch seine politischen Ansichten.
In Tübingen trat er der „Akademischen Turnerschaft Eberhardina“ (heute: Alte Turnerschaft Eberhardina-Markomannia) bei. Im Kaiserreich bildeten die Verbindungen die zentralen Institutionen des studentischen Lebens. Die „Eberhardina“, der auch Goerdelers Brüder angehörten, war eine 1884 gegründete, freie, farbentragende und pflichtschlagende Turnerverbindung. Zu seinen Kommilitonen gehörte Eugen Bolz, der als Zentrumspolitiker 1928 bis 1933 württembergischer Staatspräsident war und später im Widerstandskreis des 20. Juli mitwirkte. Zum Sommersemester 1904 wechselte Goerdeler nach Königsberg und legte dort am 31. Oktober 1905 sein erstes Staatsexamen mit dem Prädikat „befriedigend“ ab, was damals im zweiten juristischen Staatsexamen eine anerkennenswerte Note war. Wenige Tage später erfolgte seine Ernennung zum Referendar. In Königsberg lernte er die Arzttochter Anneliese Ulrich kennen, mit der er sich 1903 verlobte. Er war Mitglied der Verbindung Rossitten, aus der 1926 die Fliegerschaft Preußen hervorging.
Vom 1. November 1905 bis zum 30. September 1906 diente Carl Goerdeler als Einjährig-Freiwilliger beim 1. Ostpreußischen Feldartillerie-Regiment Nr. 16. Danach begann er mit einer praktischen Ausbildung als Referendar. Er absolvierte seinen Vorbereitungsdienst in Fischhausen, Braunsberg, Königsberg und Marienwerder. Neben seinem Referendariat fand Goerdeler die Zeit, zum Thema Das Bewusstsein der Pflichtwidrigkeit im Schuldinhalte und Behandlung in der Literatur und den wichtigsten deutschen Gesetzbüchern des 19. Jahrhunderts zu promovieren. 1907 reichte er die Dissertation bei Robert von Hippel an der Universität Göttingen ein. Insgesamt erhielt er hierfür aber nur die Note „rite“.
Drei Jahre später beendete er seine Referendariatszeit und legte am 31. März 1911 in Berlin das zweite Staatsexamen ab. Wenig später wurde er zum Gerichtsassessor ernannt. Dies bedeutete jedoch nur, dass er nunmehr die formalen Voraussetzungen für das Amt des „Gerichtsrats“ (z. B. Amtsrichter oder ähnlich) besaß; keineswegs aber bedeutete es die Übernahme in den dauerhaften Beamtenstatus; vielmehr verdiente die Mehrheit der Juristen in der Kaiserzeit erst ab Mitte vierzig ihr erstes Gehalt. So war Goerdeler (wie andere auch) veranlasst, anderswo einen Arbeitsplatz zu finden. Aufgrund seines politischen Interesses entschied er sich, wie später auch sein Bruder Fritz, für eine kommunalpolitische Laufbahn. Um hierauf besonders gut vorbereitet zu sein, entschloss sich Carl Goerdeler auf Anraten des mit seinen Eltern befreundeten Königsberger Oberbürgermeisters Siegfried Körte dafür, zunächst Praktika im Bankwesen zu absolvieren. Zu diesem Zweck ließ er sich am 21. April 1911 für ein Jahr aus dem Justizdienst beurlauben.
Vom 24. April bis zum 14. September arbeitete Goerdeler bei der Bank der „Ostpreußischen Landschaft“ und anschließend bis zum 10. Oktober in der Königlichen Seehandlung, der preußischen Staatsbank, am Gendarmenmarkt in Berlin. Das Praktikum im Bankwesen verschaffte ihm Einblicke in ökonomische Zusammenhänge, die ihm später in der Kommunalverwaltung von Nutzen waren. Nach Abschluss der Praktika und des Referendariats strebte Goerdeler, nunmehr Jurist, einer ersten festen Anstellung entgegen. Zudem hatte er während seiner Praktikumszeit seine Verlobte Anneliese Ulrich (1888–1961) geheiratet, die er in Königsberg kennengelernt hatte. Aus der Ehe gingen fünf Kinder hervor, die Söhne Ulrich (1913–2000), Christian (1914–1942) und Reinhard (1922–1996) sowie Marianne (1919–2011), die Mutter von Frieder Meyer-Krahmer, und Benigna.

### Kommunalpolitische Anfänge in Solingen
Am 15. Oktober 1911 trat Goerdeler als Gerichtsassessor in den Dienst der Stadtverwaltung von Solingen ein, der Oberbürgermeister August Dicke vorstand. Er fand zunächst neben der reinen Verwaltungstätigkeit durch die Teilnahme an den Stadtverordnetenversammlungen einen Einblick in die kommunalpolitische Praxis, bevor er seit dem 17. Oktober auch das Recht hatte, den Kommissionssitzungen beizuwohnen. Am 10. Juni 1912 erfolgte seine dauerhafte Anstellung als besoldeter juristischer Hilfsarbeiter. Die Position eines juristischen Hilfsarbeiters war für die Vorbereitung auf höhere Beamtenposten geschaffen worden, weshalb Oberbürgermeister Dicke Goerdeler auch von Anfang an mit der Leitung kleinerer Dezernate betraute. Die Stadt Solingen stellte in vielerlei Hinsicht einen Gegensatz zu den Orten seiner Jugend dar: Sie war eine moderne Industriestadt, politisch eine Hochburg der Sozialdemokratie. So entwickelte der konservative Preuße eine stärkere Offenheit gegenüber anderen politischen Strömungen, ohne in irgendeiner Weise von seinen nationalkonservativen Überzeugungen abzurücken.
Am 17. Dezember 1912 wählte ihn die Stadtverordnetenversammlung für zwölf Jahre in das Amt des Beigeordneten. Goerdeler hatte zuvor erwogen, als Stadtrat nach Halberstadt zu wechseln. Wegen seiner besonderen fachlichen Befähigung war die Stadtverordnetenversammlung schließlich bereit, ihn ungewöhnlich schnell zu befördern, um ihn auf diese Weise in Solingen zu halten. Für die Familie war sein beruflicher Aufstieg „ein schöner Erfolg“, wie seine Frau Anneliese später schrieb, insbesondere deshalb, weil wenige Tage nach Goerdelers Amtseinführung das erste Kind, Sohn Ulrich, zur Welt kam. Zu den Aufgaben als Beigeordneter gehörte die Leitung des Schul-, Sozial-, Finanz-, Steuer- und Versicherungswesens sowie die Vertretung des Bürgermeisters, womit er auch tatsächlich während einer Abwesenheit Dickes betraut wurde. Bereits in Solingen bildete sich heraus, was Goerdeler in späteren Schriften häufig betonte: Im Vergleich der beiden Kommunalverfassungen, der Bürgermeister- und der Magistratsverfassung, bevorzugte er eindeutig die Bürgermeisterverfassung, weil diese die seines Erachtens effektivste Verwaltungsstruktur habe. Aus der geregelten Tätigkeit als Beigeordneter wurde Goerdeler schließlich durch den Beginn des Ersten Weltkriegs herausgerissen.

### Offizier im Ersten Weltkrieg

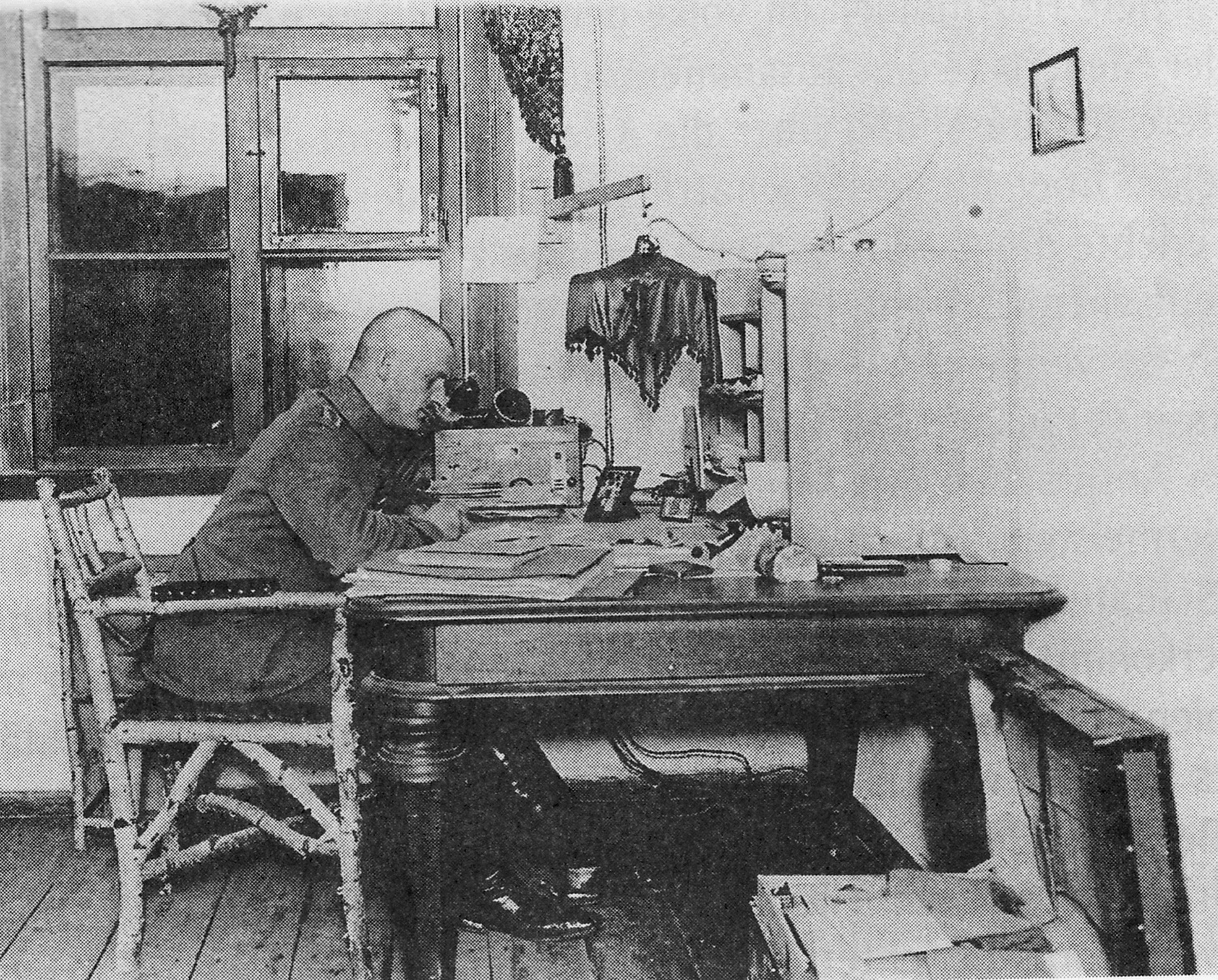
Goerdeler als Ordonnanzoffizier in Weißrussland, 1916

Carl Goerdeler verkündete am 31. Juli 1914 in Solingen von der Rathaustreppe die allgemeine Mobilmachung. Als Reserveoffizier musste er sich sofort nach der Mobilmachung beim Feldartillerie-Regiment Nr. 71 melden. Seit dem 4. August 1914 stand er bei diesem Regiment an der Ostfront in Ostpreußen. Goerdeler war Adjutant des Kommandeurs der Ersatzabteilung, mit der er an der siegreichen Schlacht bei Tannenberg teilnahm. Es folgten die Schlacht von Wilna und der Stellungskampf um Smorgon. Im Oktober 1915 wurde das Regiment aufgelöst; die Soldaten wurden dem Feldartillerie-Regiment Nr. 93 überstellt. Dort stieg Goerdeler, mittlerweile im Rang eines Oberleutnants, zum Führer der 6. Batterie (ausgerüstet mit leichten Feldhaubitzen) auf. Danach war er als Ordonnanzoffizier bei verschiedenen Stäben an der Ostfront tätig, zuletzt als Hauptmann der Reserve beim Oberkommando der 10. Armee, die General Erich von Falkenhayn unterstellt war. Dort gehörte die Finanzverwaltung im Gebiet Ober Ost zu seinen Aufgaben. Goerdeler diente bis zum 31. Januar 1919 und wurde mit dem Eisernen Kreuz I. und II. Klasse ausgezeichnet.
Seit Beginn des Krieges kämpfte er „mit größtem Optimismus bis zum letzten Tag“. Sein patriotischer Enthusiasmus entsprang einer unbedingten Übereinstimmung mit den Kriegszielen des Kaiserreichs. Diese Haltung behielt er bis zum Kriegsende, trotz der grauenhaften Kriegserfahrungen. Goerdelers Bruder Franz fiel 1918 bei St.-Quentin an der Westfront. Allerdings teilte Goerdeler nicht die Erfahrungen des Grabenkrieges im Westen.
Zu der schweren Enttäuschung durch die Kriegsniederlage kam bei Goerdeler das Entsetzen über die politischen Umbrüche im Zuge der Novemberrevolution 1918. Nach seiner Rückkehr kämpfte er am 3. und 4. März 1919 in Straßenkämpfen in Berlin als Freikorps-Mitglied gegen den Spartakusbund. Später sah er dies kritisch: Angesichts der politischen Entwicklung 1918 sei der Versuch einer Revolution rückblickend „eine natürliche Selbstverständlichkeit“ gewesen. Die veränderte Situation führte bei Goerdeler 1918/19 zu seiner Sinnkrise. So bezweifelte er, dass es überhaupt sinnvoll sei, unter diesen Bedingungen wieder in den Verwaltungsdienst einzutreten. Letztendlich nahm er seine Tätigkeit als Beigeordneter in Solingen aber wieder auf. Der jungen Weimarer Republik stand Carl Goerdeler vom ersten Moment an ablehnend gegenüber und setzte sich in den folgenden Jahren auch für die Wiedererrichtung der Hohenzollern-Monarchie ein.

### Zweiter Bürgermeister von Königsberg

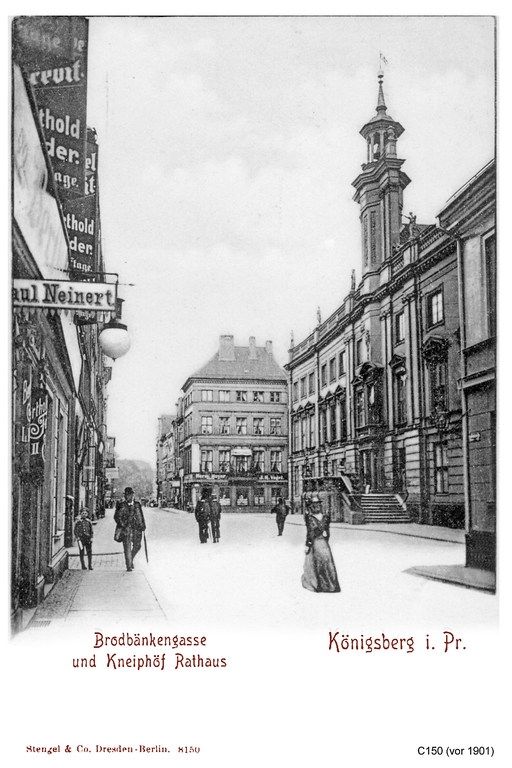
Das Kneiphöfische Rathaus in Königsberg, ca. 1908

Im Februar 1919 trat Goerdeler in die junge Deutschnationale Volkspartei ein, deren Gründungsmitglied sein Vater war. Die DNVP stand rechts im politischen Spektrum der Weimarer Republik und verstand sich als Erbin der konservativen Parteien aus der Kaiserzeit. Zudem meldete sich Goerdeler freiwillig zum vom Alldeutschen Verband ausgerufenen „Volkskampf“ gegen Polen. Für Carl Goerdeler stellte das „Diktat von Versailles“ einen Verlust der Heimat und eine Erniedrigung Deutschlands dar. Nachdem die Nationalversammlung für den Versailler Vertrag gestimmt hatte, waren die Pläne eines militärischen Konflikts mit Polen zur Rückgewinnung der abgetrennten Gebiete endgültig gescheitert. Goerdeler zog aus seiner intensiven Beschäftigung mit dem Thema des polnischen Korridors die Konsequenz, sich in revanchistischen und nationalistischen Organisationen zu betätigen. Hierzu zählt unter anderem seine Mitgliedschaft im „Deutschen Ostbund“, der seine Aufgabe in der Herstellung einer „Einheitsfront des ostmärkischen Deutschtums“ gegen „slawische Überflutung“ sah. So trug Goerdelers verstärktes politisches Engagement seit 1919 lange Zeit nicht nur reaktionär-revanchistische, sondern auch deutlich völkische Züge. Er hatte sich weltanschaulich verstärkt von einem traditionellen Wertkonservatismus altpreußischer Prägung hin zu einem aggressiv-völkischen Nationalismus bewegt; eine Geisteshaltung, gegen die Goerdeler später kämpfte und deren Opfer er selbst wurde. Goerdeler war zu diesem Zeitpunkt auch von der Dolchstoßlegende überzeugt, die er später als „Gift“ bezeichnete.
Da sich die Familie Goerdeler nach dem Ende des Ersten Weltkrieges nicht mehr in Solingen heimisch fühlte und da sie in Gedanken bei ihrer ostdeutschen Heimat war, entschloss sich Goerdeler, für das Amt des Zweiten Bürgermeisters von Königsberg zu kandidieren. Am 14. Januar 1920 setzte er sich in der Wahl nur knapp gegen den sozialdemokratischen Gegenkandidaten durch. Am 11. Februar 1920 fand in der Königsberger Stadtverordnetenversammlung seine Amtseinführung statt, während der die SPD- und USPD-Fraktionen unter Protest den Saal verließen: Da der liberale Oberbürgermeister Lohmeyer mit ihren Stimmen gewählt worden war, beanspruchten sie Goerdelers Posten für einen Linken. Obwohl Goerdeler in seiner Amtseinführungsrede seine Verpflichtung für das Allgemeinwohl, nicht für Parteiinteressen, bekräftigte, beherrschte vor allem heftiger Parteienstreit seine Zeit als Zweiter Bürgermeister. So gelang es etwa seit 1927 nicht mehr, den Haushalt in der Stadtverordnetenversammlung durchzubringen.
Goerdeler sah die Selbstverwaltung der Städte, die auf den von ihm bewunderten Freiherrn vom Stein zurückging, als wichtigsten kommunalpolitischen Grundsatz an. Da die Verwaltungsstrukturen nach den Umbrüchen der Revolution noch ungeordnet waren, gelang es Goerdeler, den Verwaltungsapparat durch Neuordnung zu straffen und ihm gleichzeitig mehr Gewicht gegenüber der Stadtverordnetenversammlung zu geben. Auf dem Deutschen Städtetag engagierte er sich für eine einheitliche deutsche Gemeindeordnung, die eine starke Stellung des Bürgermeisters garantieren und gleichzeitig die Parteipolitik „aus dem Rathaus heraushalten“ sollte. Nach Goerdelers Konzeption führe dies schließlich zu besseren Ergebnissen für alle Seiten, obwohl das tatsächliche demokratische Mitspracherecht geschwächt werde. Ähnliche Verfassungspläne entwickelte er später auch für die Reichsebene, wo er mehr Macht für einen überparteilichen Reichspräsidenten (oder Monarchen) forderte. Da Goerdeler über seine Tätigkeit beim Deutschen Städtetag in Politikerkreisen überregionale Bekanntheit erlangt hatte und für seine kommunalpolitischen Vorstellungen und seinen Pragmatismus auch Zuspruch aus der Zentrumspartei und der DVP erhielt, war er in den 1920er Jahren mehrfach als Reichskanzler im Gespräch.
Als er 1930 nach Leipzig wechselte, lobten auch SPD-Vertreter seine Verdienste um die Königsberger Stadtverwaltung; die linken Parteien nahmen geschlossen an seiner feierlichen Verabschiedung teil: Aus pragmatischen Gründen hatte sich Goerdeler in seiner Königsberger Zeit an die Weimarer Republik angenähert und insbesondere positive Erfahrungen in der Zusammenarbeit mit den Sozialdemokraten gemacht.

### Oberbürgermeister von Leipzig

#### Bürgermeister und Preiskommissar in der Weimarer Republik

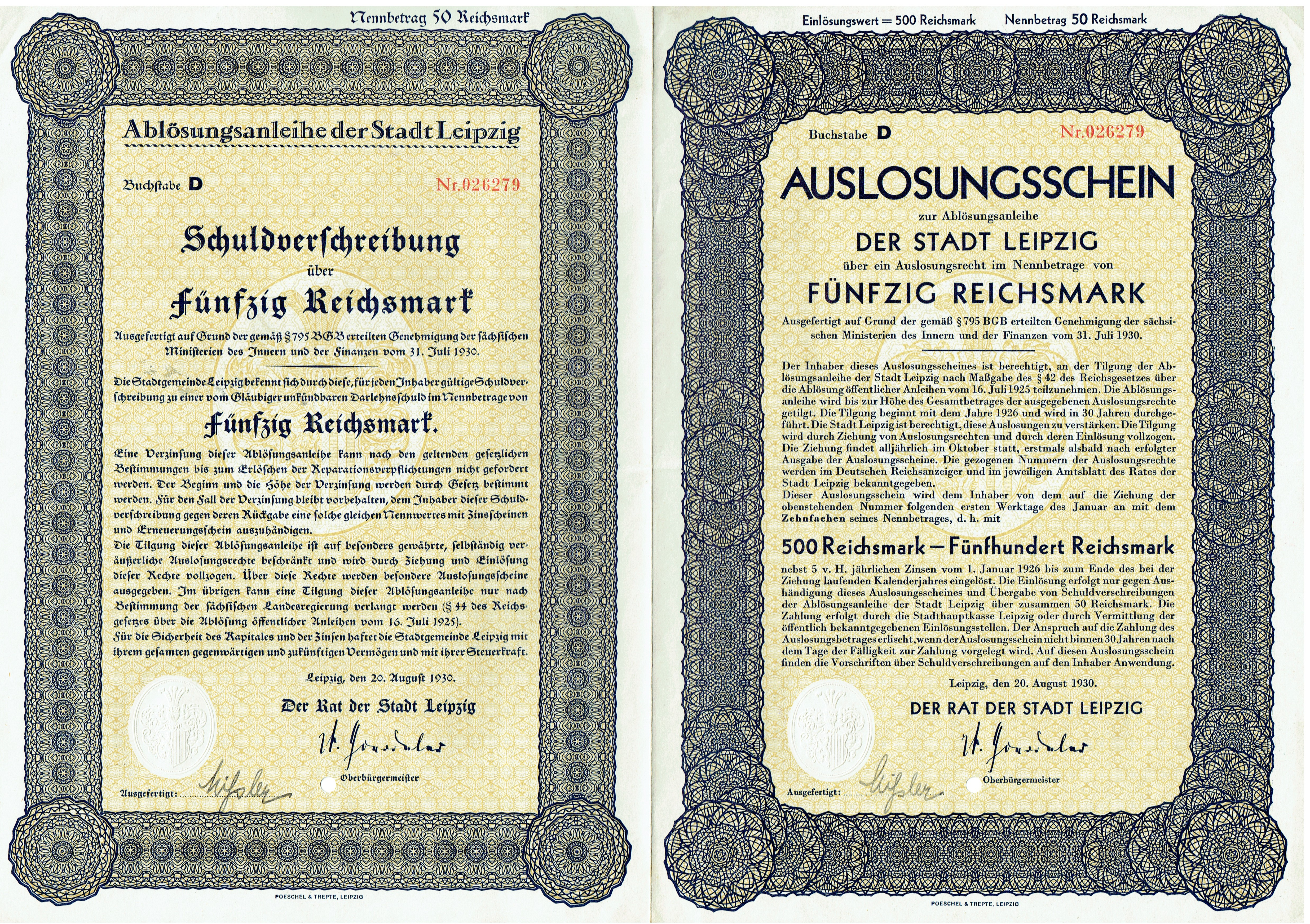
Ablösungsanleihe der Stadt Leipzig mit dazugehörigem Auslosungsschein vom 20. August 1930 mit Unterschrift von Oberbürgermeister Goerdeler.

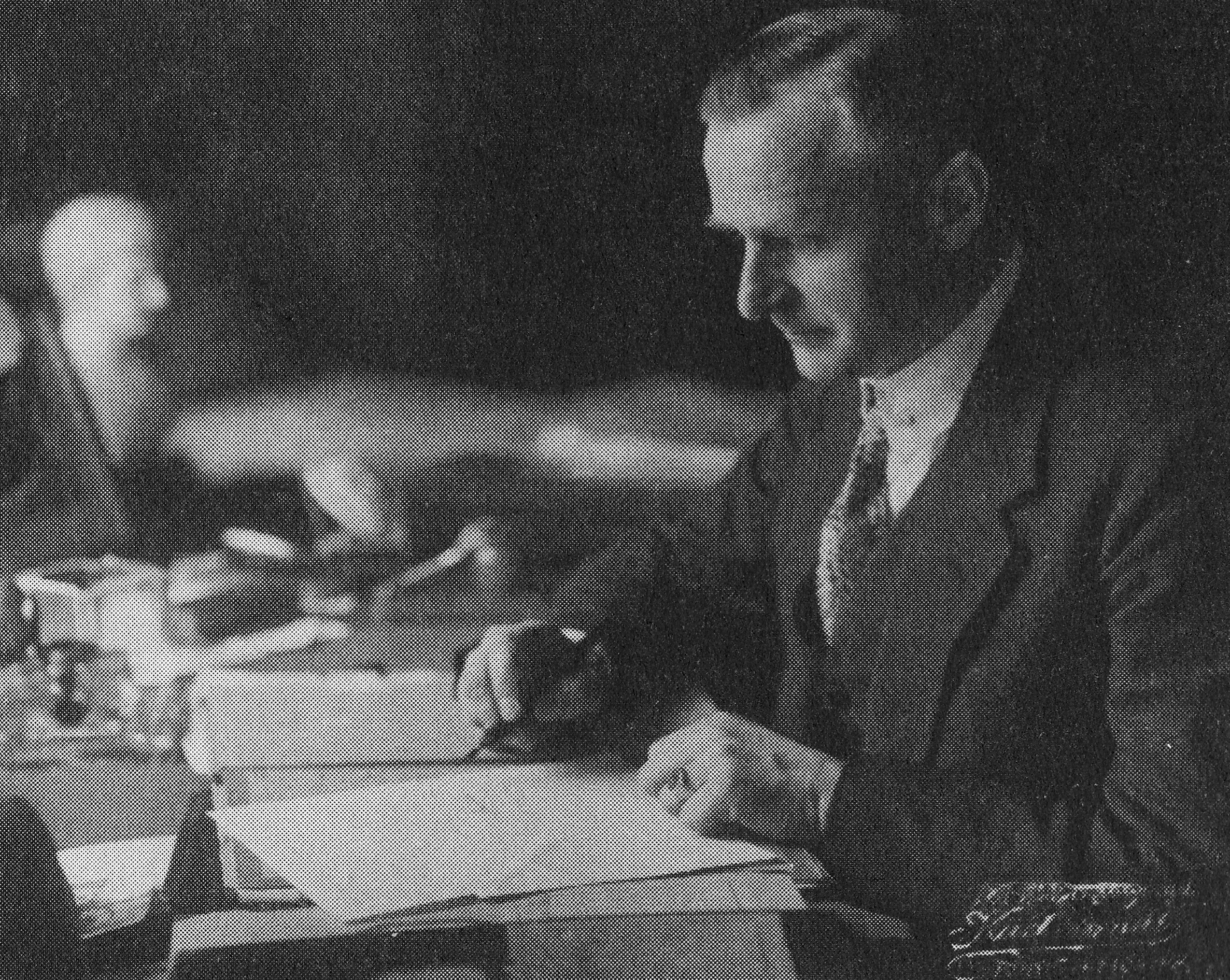
Carl Goerdeler als Oberbürgermeister von Leipzig, ca. 1932

Am 23. Mai 1930 „geschah das Unerwartete“: Der konservative Goerdeler wurde mit den Stimmen des „Vereinigten Bürgerblocks“ (DNVP, Zentrum und Vertreter von konservativen Kleinparteien) sowie einzelnen Stimmen sowohl aus der SPD- als auch aus der NSDAP-Ratsfraktion zum Oberbürgermeister der sächsischen Metropole Leipzig gewählt. Leipzig hatte nicht nur als Messestadt mit 700.000 Einwohnern und einem pulsierenden Geschäftsleben überregionale Bedeutung, sondern auch als Sitz des Reichsgerichts, der Deutschen Bücherei und hochstehender kultureller Institutionen wie des Gewandhaus-Orchesters. So bedeutete dies für Goerdeler einen enormen Karrieresprung. Die Familie zog aus ihrer mittelgroßen Königsberger Etagenwohnung in eine repräsentative Bürgervilla im Leipziger Stadtteil Leutzsch. Unmittelbar nach seiner Amtseinführung begann Goerdeler mit der Umstrukturierung der Leipziger Stadtverwaltung hin zu einer schlanken, klar hierarchischen Struktur nach Königsberger Vorbild. So begann er, gleichartige Verwaltungsstellen zu großen Dezernaten zusammenzulegen und auch den Einfluss der Parteien über die Verringerung der Ratsmitgliederzahl zu beschränken. Zudem gehörte er seit seiner Wahl zum Oberbürgermeister dem Vorstand des Deutschen Städtetages an, wodurch seine kommunalpolitischen Vorstellungen deutschlandweit an Gewicht gewannen.
Kurz bevor Goerdeler sein Amt übernommen hatte, hatte die Weltwirtschaftskrise eingesetzt. Die daraus folgende schwierige Finanzsituation belastete seine Amtszeit schwer. Zudem hatten sich die Arbeitslosenzahlen erheblich erhöht und mit ihnen die Wahlergebnisse für die extremen Parteien, insbesondere die NSDAP. Gleichzeitig gab es in Leipzig Probleme mit der zunehmenden Verstädterung: Weite Teile der Stadt waren nicht kanalisiert, hinzu kam Wohnraummangel. Es gelang Goerdeler dennoch, diese Probleme weitgehend zu lösen und dabei das Haushaltsdefizit durch eiserne Sparpolitik zu beseitigen. Der Wohnungsnot begegnete er durch eine Intensivierung der Vorstadtbebauung. Goerdeler erarbeitete sich zudem den Ruf eines Experten für öffentliche Finanzen, was ihn in Verbindung zu Reichskanzler Heinrich Brüning brachte, der auf Reichsebene eine ähnliche Politik verfolgte. Brüning leitete ein Präsidialkabinett, das mit Notverordnungen eine rigide Deflationspolitik betrieb. Als die ersten Einsparungen kaum Wirkung zeigten und die politische Radikalisierung zunahm, suchte Brüning nach einem geeigneten Preiskommissar, der staatlich verordnete Preissenkungen von 10 Prozent gegen den Widerstand der Wirtschaft durchsetzen sollte. Für diese Aufgabe wählte er 1931 Goerdeler aus. Dieser zögerte zunächst, da derartige staatliche Eingriffe seinen wirtschaftsliberalen Überzeugungen vom „freien Spiel der Kräfte“ entgegenstanden. Schließlich entschloss er sich nach einem Gespräch mit Reichspräsident Paul von Hindenburg, die Aufgabe parallel zum Oberbürgermeisteramt anzunehmen.
Dies war eine bewusste Entscheidung für Brünings Deflationspolitik und gegen die Deutschnationalen, insbesondere gegen ihren Vorsitzenden Alfred Hugenberg, der Fundamentalopposition gegen das verhasste „schwarz-rote System“ betrieb. Diese grundsätzliche Differenz führte schließlich zum Austritt Goerdelers aus der DNVP 1931.

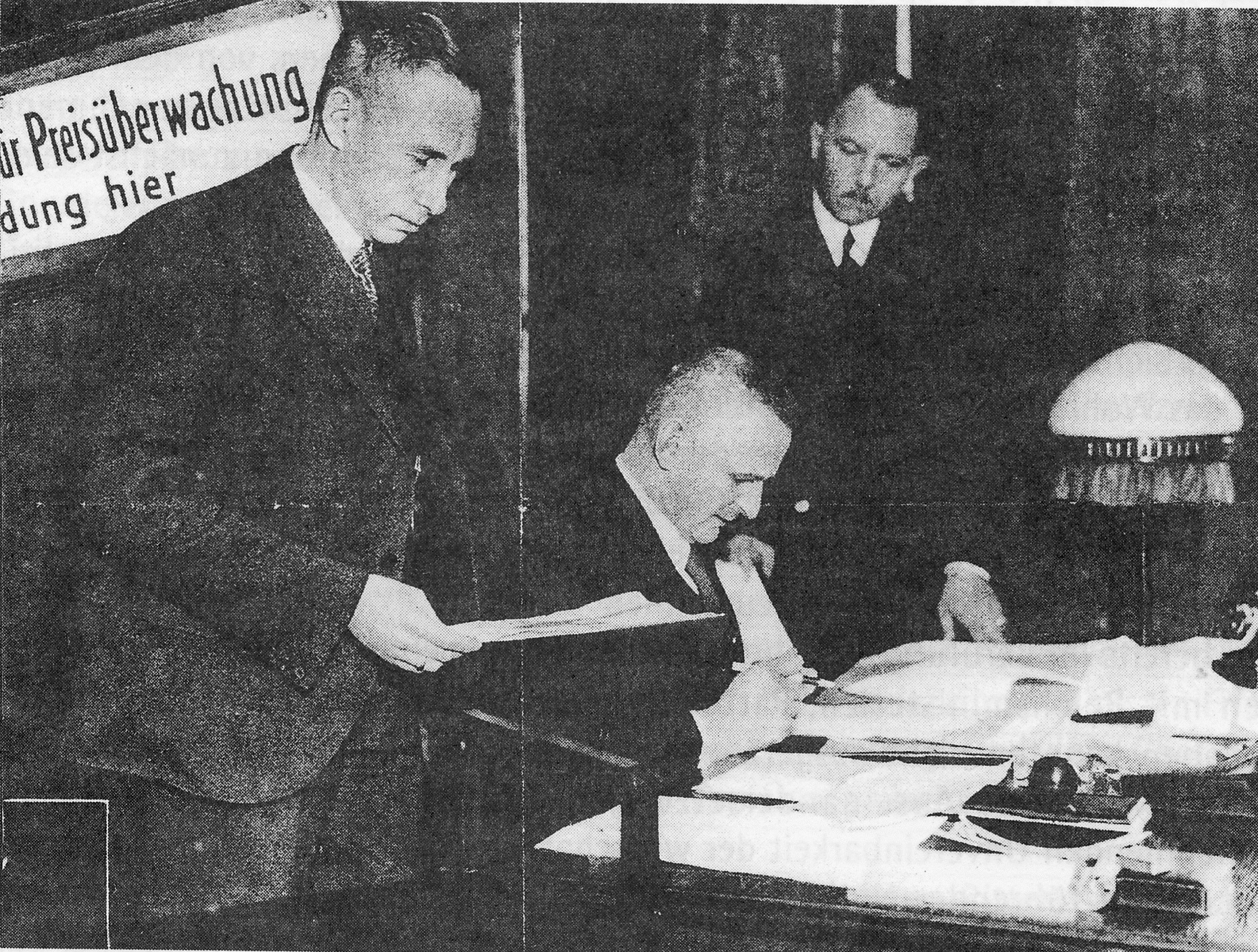
Goerdeler als Preiskommissar, um 1933

Für Brüning, dem durch Andeutungen Hindenburgs seit Ende 1931 klar war, dass er quasi als „Reichskanzler auf Abruf“ fungierte, war Goerdeler der Wunschnachfolger im Amt. Nach seiner schlussendlichen Demission schlug er diesen Hindenburg in seiner letzten Aussprache am 30. Mai 1932 direkt als möglichen Nachfolger vor. Da Hindenburg jedoch mit der Wirtschaftspolitik im Stile Brünings brechen und einen Rechtsruck der Regierung herbeiführen wollte, kam Goerdeler für ihn als neuer Reichskanzler nicht in Frage. Goerdeler erkannte, dass die drängende Frage der Umgang der Deutschnationalen und des Zentrums mit der NSDAP war. Er schrieb: „Schon nach dem Sturz Brünings musste sofort die NSDAP vor die Entscheidung gestellt werden, nunmehr die Verantwortung mit zu übernehmen oder nicht mehr zu einer neuen Wahl zu kommen.“ Hierbei handelte es sich nicht um eine Unterstützung der nationalsozialistischen Ideologie, sondern Goerdeler sah lediglich zwei Möglichkeiten, den Aufstieg der NSDAP aufzuhalten: Entweder, sie an Regierungsverantwortung zu beteiligen, sie zu „zähmen“ oder sie zu verbieten und „Hitler und seine gesamte Entourage endgültig hinter Schloss und Riegel“ zu bringen. Die Kanzlerschaft Franz von Papens unterstützte er nicht. Als dieser ihm anbot, als Innen- oder Finanzminister in sein Kabinett einzutreten, lehnte Goerdeler ab. In der Folgezeit verlor er rasch an Einfluss und wurde nicht länger als Preiskommissar zu Kabinettssitzungen herangezogen. Später machte er sich wegen dieses Entschlusses schwere Vorwürfe, dass er die Chance verpasst hätte, den weiteren Aufstieg Hitlers zumindest etwas abzubremsen.
Seine Forderung, die NSDAP mit in die Regierungsverantwortung zu nehmen, wird von einzelnen Historikern als Unterstützung für den Nationalsozialismus gewertet. Hierbei werden belegte Äußerungen Goerdelers über ein Verbot der NSDAP aus den Jahren 1932 und 1933 nicht beachtet. Andererseits kann von einer konsequenten Ablehnung des Nationalsozialismus von Beginn an ebenso wenig die Rede sein wie von einer begeisterten Unterstützung. In den politischen Auffassungen Goerdelers gab es durchaus einen Konsensbereich mit der NSDAP, der zu einer gespaltenen Haltung Goerdelers und einer anfänglichen Kooperation zwischen ihm und den neuen Machthabern führte.

#### Machtübernahme und Anfänge nationalsozialistischer Herrschaft

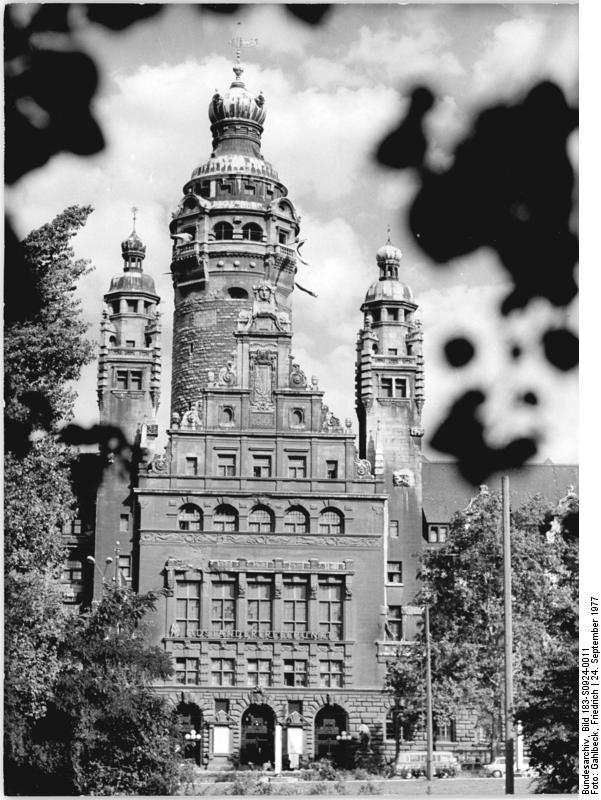
Wirkungsstätte Goerdelers: Das Neue Rathaus in Leipzig

Goerdelers Haltung zur Machtübernahme der NSDAP war ambivalent: Einerseits erschienen seiner bürgerlichen Natur das lärmende Auftreten der Nationalsozialisten, ihre wirtschaftlichen Vorstellungen und ihre Gewalttätigkeit als bedenklich. Neben dieser Distanz gab es allerdings auch Schnittmengen zwischen seinen politischen Vorstellungen und dem Programm der NSDAP: Insbesondere die Beseitigung des „Diktats von Versailles“ und die Stärkung der Reichsexekutive führten dazu, dass Goerdeler der Machtergreifung 1933 auch positive Seiten als „nationale Revolution“ abgewinnen konnte. Zu einer Stellungnahme gegen die politischen Umwälzungen konnte er sich zu diesem Zeitpunkt nicht durchringen, obgleich er sie kritisch sah. Trotz seiner Hoffnungen auf eine baldige Beseitigung des Versailler Vertrags und einer innenpolitischen Umformung weg vom reinen „Parteienstaat“ kann von einer euphorischen Unterstützung der Machtergreifung nicht gesprochen werden. Dass Deutschland sich aber gerade durch den stetigen Machtausbau der NSDAP in den von Goerdeler abgelehnten Parteienstaat verwandelte und seine Ideale von Recht, die auf einem tiefen Vertrauen in die preußische Rechtsstaatlichkeit beruhten, in ihren Grundfesten erschüttert werden sollten, erkannte er nicht. So unterschätzte er insgesamt – trotz gegenteiliger Äußerungen aus der Weimarer Zeit – die aufsteigende Gefahr.
Am Abend des 30. Januar 1933 blieb Goerdeler bis spät in die Nacht im Rathaus, um persönlich die Besetzung der Behörde durch die SA zu verhindern. Anders als in vielen Städten gelang dieses Vorhaben. In Sachsen war Goerdeler der einzige Oberbürgermeister, der auch nach der Machtergreifung im Amt blieb – auf Reichsebene waren es nur vier Oberbürgermeister, die Großstädten weiterhin vorstanden. Sein Bruder, Fritz Goerdeler, der bis 1933 das Amt des Oberbürgermeisters seiner Heimatstadt Marienwerder innehatte, wurde aus dem Amt gedrängt, da er sich weigerte, in die NSDAP einzutreten. Da Carl Goerdeler in der Metropole Leipzig nach wie vor über großen Rückhalt in der Bevölkerung verfügte, konnten die Nationalsozialisten ihn nicht einfach aus dem Rathaus zwingen. Durch den Vorfall mit seinem Bruder hatte sich seine Skepsis den neuen Machthabern gegenüber noch verstärkt. Er beschloss, im Amt zu bleiben, um die gemäßigten Kräfte zu stärken und die nationalsozialistische Regierung zu beraten, um dem Allgemeinwohl weiterhin dienlich zu sein. Dies als aktive Unterstützung Hitlers zu interpretieren, erscheint verkürzt.
Besonders deutlich zeigte sich seine Skepsis im sogenannten „Flaggenkonflikt“: Goerdeler war nicht bereit, am Leipziger Rathaus und dem Reichsgericht die Hakenkreuzflagge zu hissen, die zu diesem Zeitpunkt noch nicht die Nationalflagge war. Stattdessen flaggte Goerdeler, wie es zu diesem Zeitpunkt das Gesetz vorschrieb, am Rathaus mit der sächsischen Landesflagge sowie der Stadtflagge Leipzigs und am Reichsgericht mit Schwarz-Weiß-Rot. SA und SS forderten eine unbedingte Verwendung der Hakenkreuz-Flagge und drohten, dies mit Terroraktionen zu untermauern. Die Flaggenkrise wurde schließlich durch einen Erlass Hindenburgs entschärft, wonach Hakenkreuzflagge und schwarz-weiß-rote Fahne gemeinsam zu hissen seien. Als am Tag von Potsdam die Nationalsozialisten ihr vermeintliches Anknüpfen an die Traditionen Preußens inszenierten, war Goerdeler nicht, wie die meisten Konservativen, begeistert von diesem Wiederaufleben des „preußischen Geistes“. Er schrieb: „Der Geist von Potsdam will nicht nur angerufen sein, er muss auch lebendig werden.“ Hiermit verknüpfte Goerdeler, der der NS-Propaganda mit mäßig beeindruckter Distanz begegnete, zahlreiche Kritikpunkte an die nationalsozialistische Regierung, welche er im Sommer 1934 in einer Denkschrift an Adolf Hitler formulierte: Er setzte die Wirtschaftspolitik der Nationalsozialisten, die durch Neuverschuldung und Geldschöpfung die Arbeitslosenzahlen senkten, in Gegensatz zur Sparsamkeit des Großen Kurfürsten. Für Goerdeler galt: „Wirtschaftspolitik ist Friedenspolitik.“ Die nationalsozialistischen Wirtschaftsvorstellungen, die letztlich zur Autarkie, der Loslösung vom Weltmarkt führen würden, hielt er für gefährlich und lehnte sie aus wirtschaftsliberaler Überzeugung ab, jedoch auch, weil er bereits 1934 militärische Auseinandersetzungen in Form von Wirtschaftskriegen fürchtete.
Goerdeler wurde aber 1933 Gründungsmitglied der Akademie für Deutsches Recht, deren Präsident Hans Frank war. Im Juli 1933 wurde er zum Mitglied des Programmbeirats des Mitteldeutschen Rundfunks ernannt.

#### Reaktionen auf die Verfolgung von Minderheiten und politischen Gegnern

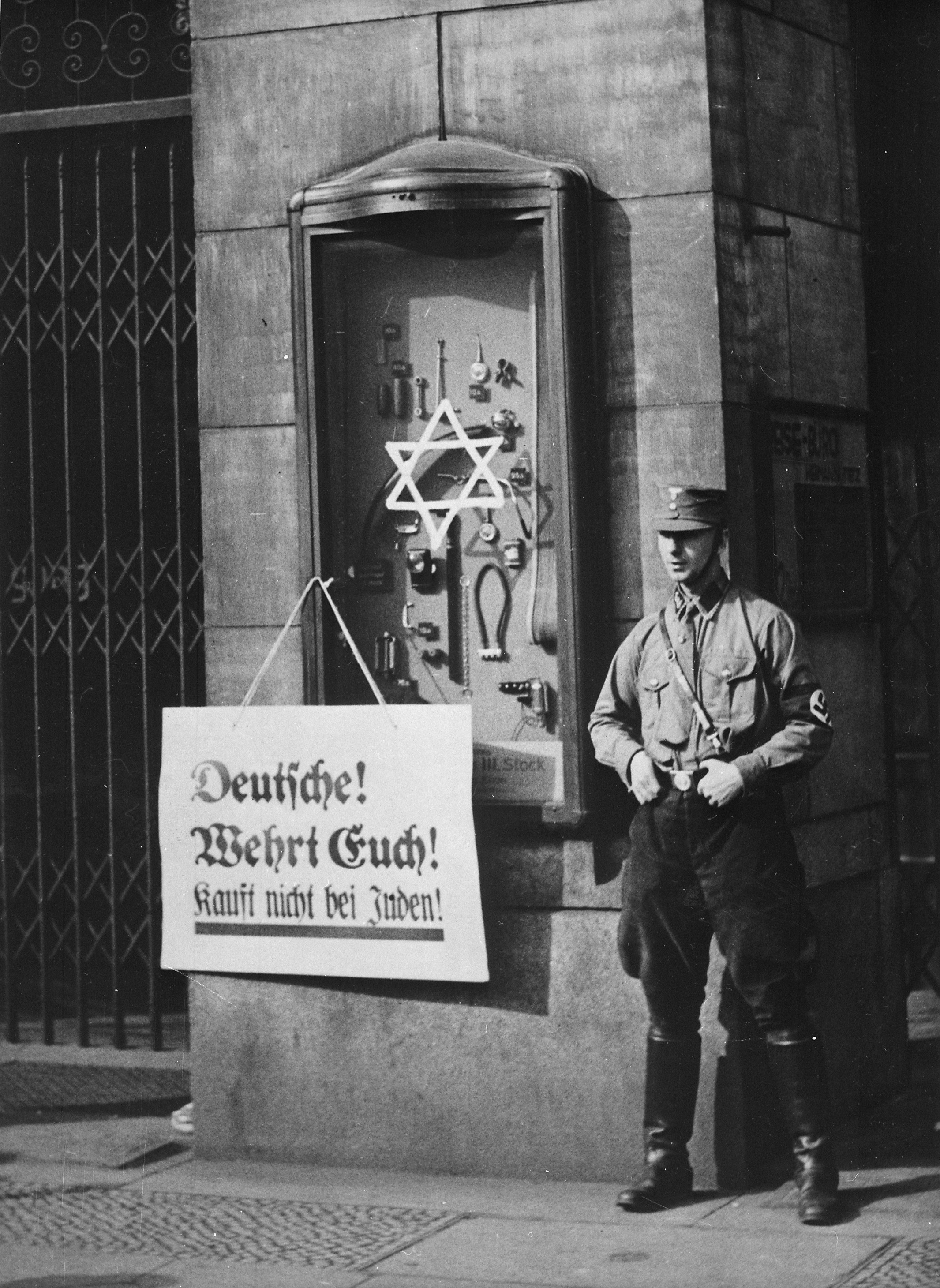
Aufruf der NSDAP zum Judenboykott vor dem Eingang des Warenhauses Tietz in Berlin, 1933

Ein wichtiger Bezugspunkt der zunehmenden Gegnerschaft Goerdelers zum Nationalsozialismus war die Verfolgung von politischen Gegnern und der jüdischen Minderheit. Der NS-Schutzhaftpraxis fielen in Leipzig allein bis März 1933 über 1.000 Sozialdemokraten, Sozialisten und Kommunisten zum Opfer, die seit Ende April in die Konzentrationslager Colditz, Hainichen und Sachsenburg überstellt wurden. Goerdeler nannte diese Vorgänge ein „gesetzloses Treiben“, dem ein „Ende zu machen“ sei. Die nationalsozialistische „Judenpolitik“ kritisierte er ebenfalls seit Beginn der NS-Herrschaft. Aus humanistischer und rechtsstaatlicher Überzeugung setzte er sich für betroffene jüdische Bürger ein. Zunächst betraf dies vor allem die Reaktionen Goerdelers auf die Verdrängung von Juden aus dem kulturellen Leben Leipzigs: Er bemühte sich, wenn auch vergeblich, um den Verbleib des Kapellmeisters am Leipziger Gewandhaus, Bruno Walter, und des Direktors des Alten Theaters, Detlef Sierck, der wegen seiner jüdischen Ehefrau aus dem Amt gedrängt wurde. Im Falle des Leipziger Jura-Professors Ludwig Ebermayer war Goerdelers Einsatz sogar vorerst erfolgreich. Daneben äußerte Carl Goerdeler seinen Widerspruch gegenüber der antisemitischen Praxis durch demonstratives Grüßen von renommierten jüdischen Intellektuellen in Anwesenheit einflussreicher Nationalsozialisten.
Während des landesweiten sogenannten Judenboykotts am 1. April 1933 ging Goerdeler auf den Brühl, das damalige Zentrum des Pelzhandels in Leipzig, wo sich viele jüdische Geschäfte befanden. Dort besuchte er trotz der Wachposten der SA, die vor den Warenhäusern stationiert waren, die jüdischen Geschäfte. Über diese ungewöhnliche Solidarisierung und Stellungnahme gegen die Politik des NS-Regimes durch einen amtierenden Oberbürgermeister berichtete auch die Frankfurter Zeitung. In der darauffolgenden Diskussion mit führenden Leipziger Nationalsozialisten führte Goerdeler vor allem den außenpolitischen Schaden an, insbesondere in Bezug auf Leipzig als Messestadt, zu dem solche Aktionen führten.
Die Verabschiedung des Gesetzes zur Wiederherstellung des Berufsbeamtentums bedeutete den Übergang von antisemitischen Willkürmaßnahmen hin zu einer gesetzlich geregelten expliziten Diskriminierung von Juden. Das Gesetz vom 7. April 1933 bestimmte in seinem „Arierparagraphen“, dass „Beamte nicht-arischer Abstammung […] in den Ruhestand zu versetzen“ seien. Das „Frontkämpferprivileg“ galt als Ausnahmeregelung für jüdische Beamte, die bereits vor dem 1. August 1914 Beamte gewesen waren oder am Ersten Weltkrieg auf deutscher Seite teilgenommen hatten bzw. einen gefallenen Vater oder Sohn hatten.
Goerdeler äußerte sich nicht ausdrücklich gegen dieses Gesetz, da ein Protest wegen des offiziellen Charakters des Arierparagraphen nicht ohne einen vollständigen Bruch mit dem NS-Regime möglich gewesen wäre. Diesen wollte er jedoch nach wie vor vermeiden.

#### Zunehmende Desillusionierung und Preiskommissariat 1934/1935

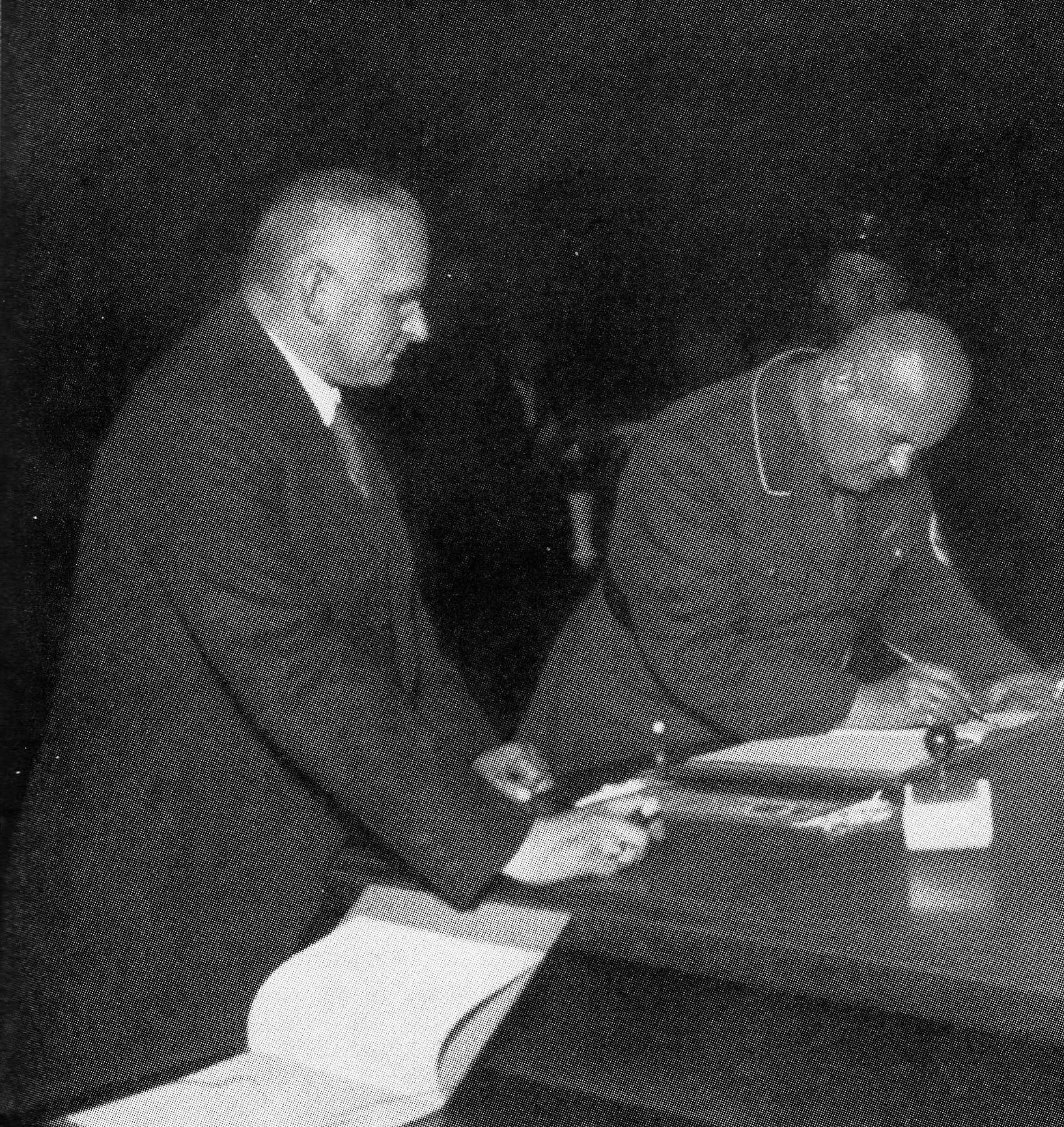
Goerdeler als Oberbürgermeister mit dem späteren NS-Justizminister Otto Georg Thierack, 1935

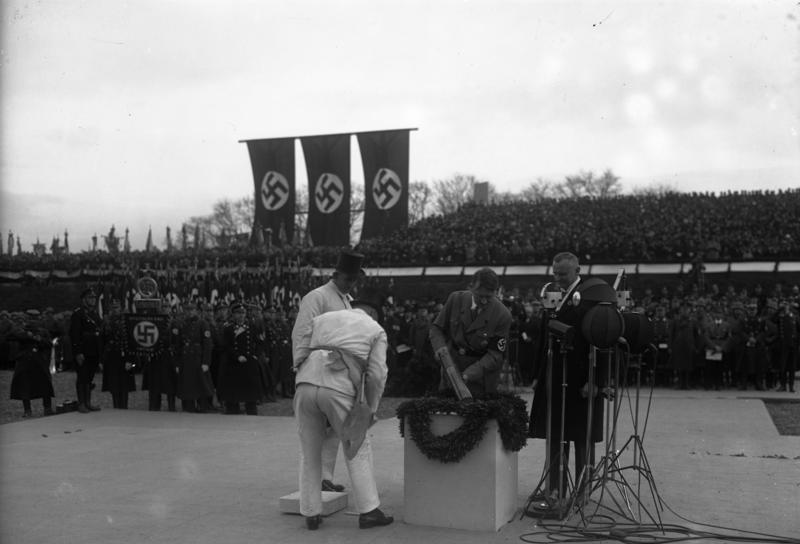
Hitler und Goerdeler während der Grundsteinlegung des von Emil Hipp gestalteten Richard-Wagner-Hains, 6. März 1934

Am 30. Januar 1935 wurde die Deutsche Gemeindeordnung (DGO) erlassen, eine grundlegende Reform des Kommunalverfassungsrechts. Die Nationalsozialisten griffen hierbei in Teilen auf Vorschläge Goerdelers zurück, die er im Deutschen Städtetag geäußert hatte. Gleichzeitig bedeutete die DGO das Ende der kommunalen Selbstverwaltung, die für Goerdeler eines der bedeutendsten Elemente der deutschen Bürokratie überhaupt war. Das neue Gesetz beseitigte die unmittelbare oder mittelbare Mitwirkung der Bevölkerung an innergemeindlicher Willensbildung und übertrug weite Teile der städtischen Aufgaben an den Staat oder an die Partei. Die verbliebenen Aufgaben der Gemeinde gingen nach dem „Führerprinzip“ auf die Person des Bürgermeisters über. Obwohl Goerdeler einen ähnlichen Machtausbau immer gefordert hatte, lehnte er das Gesetz als Ganzes ab. Auf die Beteiligung der Bevölkerung wollte er nicht verzichten, ebenso beklagte er das Ende der Selbstverwaltung: „Die Zeit wird lehren, ob man auf die Dauer damit auskommt, auf jeden Befragungsakt der urteilsfähigen Bürger einer Gemeinde zu verzichten.“ Er selbst suche nach dem Mittelweg zwischen „überspitzten demokratischen Gedankengängen“ und den „uns wesensfremden faschistischen“. Die DGO bedeutete für ihn aber die „Tötung der Idee der Selbstverwaltung“. Diese grundsätzliche Argumentation im Spannungsfeld zwischen Bejahung autoritärer Strukturen preußischer Prägung und der Ablehnung nationalsozialistischer Politik weist bereits den Weg, der Goerdeler in den Widerstand führte.
Am 5. November 1934 erfolgte die Berufung Carl Goerdelers in das Amt des Reichskommissars für Preisüberwachung. Für dieses Amt hatten ihn seine praktischen Erfahrungen als Preiskommissar unter Brüning sowie die Beratung der Regierung durch die Denkschrift vom August 1934 empfohlen. Der Historiker Gerhard Ritter vermutet, dass Hitler ihn in Unkenntnis seiner tatsächlichen Ansichten, die aus einer vermeintlichen Nicht-Beachtung der Denkschrift von 1934 resultierten, lediglich wegen seiner Erfahrung zum Preiskommissar berufen habe. Diese Geste Hitlers bewertete Goerdeler als einen „Lichtblick“; er hatte die Illusion, die Nationalsozialisten würden in der Wirtschaftspolitik einen anderen Kurs einschlagen, noch nicht aufgegeben. Trotzdem zögerte er, unter diesen politischen Bedingungen das Amt anzunehmen. Für seine Entscheidung spielte der Wunsch, mäßigend auf die Regierung einwirken zu können, eine große Rolle. Seine Befürchtung, als Preiskommissar die Konfrontation mit der NS-Politik nicht vermeiden zu können, bestätigte sich. An Goerdelers zweitem Tag als Preiskommissar erschien Robert Ley, der Leiter der Deutschen Arbeitsfront, forderte Vollmachten für die NSDAP und schlug vor, „einige Wucherer und Hamsterer aufzuhängen“, um den Preiserhöhungen ein Ende zu machen. Goerdeler war entsetzt und stattete stattdessen die Landesbehörden bzw. in Preußen die Regierungspräsidenten mit den Vollmachten zur Preissenkung aus. Dieser Schritt führte zu Differenzen mit Hitler, und Goerdeler verlor damit Kompetenzen aus diesem Bereich an die NS-Regierung.
Im März 1935 führte das NS-Regime die allgemeine Wehrpflicht ein und proklamierte den Aufbau einer deutschen Luftwaffe. Die Kosten für die Aufrüstung der Wehrmacht machten eine geordnete Haushaltspolitik für die Zukunft unmöglich. Die von Reichsbankpräsident Hjalmar Schacht ins Spiel gebrachte Finanzierung durch die sogenannten Mefo-Wechsel lehnte Goerdeler strikt ab. Im Juni 1935, kurz vor Ablauf von Goerdelers regulärer Amtszeit als Preiskommissar, fand eine Aussprache zwischen Goerdeler, Schacht und Hitler statt, in der der Preiskommissar erweiterte Vollmachten verlangte. Als diese ihm nicht zugestanden wurden, stellte er sein Amt zur Verfügung, obwohl Hitler eine Verlängerung der Amtszeit gern gesehen hätte. Auch nach weiteren Anfragen, ob er für ein anderes hohes Reichsamt, etwa in Zusammenhang mit den von Hermann Göring Anfang 1936 übernommenen Aufgaben im Bereich der Devisen- und Rohstoffwirtschaft, zur Verfügung stände, beharrte Goerdeler auf seinem Standpunkt.
Eine letzte wirtschaftspolitische Kooperation zwischen ihm und dem NS-Regime stellte eine von Göring im August 1936 angeforderte Denkschrift dar, in der er den nationalsozialistischen Wirtschaftspolitikern seinen Standpunkt unzweideutig darlegte und ihnen ein letztes Mal seine Unterstützung anbot, solange sie umdenken würden: Er war zu der Erkenntnis gelangt, dass es sich bei der von ihm beklagten Politik nicht um negative Begleiterscheinungen handele, sondern dass eine vollständige Neuorientierung notwendig sei. Göring bewertete die Denkschrift Hitler gegenüber als „vollständig unbrauchbar“, zumal sie völlig mit Hitlers eigener in dieser Zeit entstandenen programmatischen Denkschrift zum Vierjahresplan kollidiere. Goerdelers Erfahrungen als Preiskommissar und seine Einblicke in wirtschafts- und rüstungspolitische Angelegenheiten des NS-Regimes hatten zu einer direkten Konfrontation mit Führungsgrößen der NSDAP geführt und seine in der Kommunalpolitik angesammelten Zweifel weiter gesteigert, so dass dessen kritische Begleitung der nationalsozialistischen Politik in Opposition umschlug. Er war nicht nur bei der Führung in Ungnade gefallen, sondern wollte auch von sich aus „nur noch mit Anstand aus der Sache herauskommen“. Der Rücktritt vom Oberbürgermeisterposten zeichnete sich ab.

#### Rücktritt vom Amt des Oberbürgermeisters

Das 1936 abgerissene Mendelssohn-Denkmal, um 1900

Die Richtlinien der DGO verschlechterten die Situation der Kommunalverwaltung immer weiter. Goerdeler kritisierte die „öde Mechanisierung und Gleichmacherei“, die sich als ein „Unglück für unser Vaterland“ erweisen werde. Seine Tätigkeit als Oberbürgermeister empfand er nicht länger als interessant und seine Position als einflussreich, sondern sämtliche Prozesse nur noch als abstumpfend. Daher erwog er im Frühjahr 1936, in die Privatwirtschaft zu wechseln. Am 5. Mai 1936 erklärte er sich bereit, in den Dienst des Krupp-Konzerns einzutreten. Bereits seit Oktober 1935 stand Goerdeler in Kontakt mit Gustav Krupp von Bohlen und Halbach. Seit seinem Besuch auf der Villa Hügel am 4. Dezember 1935 arbeitete Goerdeler auf seinen Eintritt in das Krupp-Direktorium hin. Dennoch wollte er seine anstehende Wiederwahl abwarten, um eine Machtprobe mit dem Reichsinnenminister Wilhelm Frick zu provozieren. Am 22. Mai 1936 erfolgte schließlich die Wiederwahl Goerdelers durch den von den Nationalsozialisten instrumentalisierten Rat der Stadt Leipzig. Ausschlaggebend für die Wiederwahl des parteilosen NS-Kritikers Goerdeler durch die Nationalsozialisten war, dass er „trotz seiner politischen Unzulänglichkeit das Vertrauen unseres Führers besaß.“ Die Differenzen zwischen Goerdeler und der NS-Führung vom Sommer 1935 blieben den nationalsozialistischen Ratsherren wohl verborgen. Der wiedergewählte Goerdeler selbst wartete nun lediglich auf einen Anlass für seinen Rücktritt.
Noch vor Goerdelers Wiederwahl wandte sich der Leiter des Amtes für Handwerk und Handel der NSDAP-Kreisleitung Leipzig, Eckert, an den Oberbürgermeister: Er forderte den Abriss des „vor dem Gewandhaus aufgestellten Denkmals des Vollblutjuden“ Felix Mendelssohn Bartholdy. Zu diesem Zeitpunkt bestand im gesamten Deutschen Reich bereits ein Aufführverbot „nicht-arischer Kompositionen“, zu denen die Nationalsozialisten auch die Werke Mendelssohns zählten. Goerdeler hatte sich stets für deren Aufführung eingesetzt, und so konnte beispielsweise der Thomanerchor noch im September 1936 ungeahndet Lieder Mendelssohns singen. Nach der Abrissforderung prüfte der Kulturstadtrat Hauptmann zunächst die Rechtslage im Fall des Denkmals. Der Stadtrat übte unterdessen immensen Druck auf Goerdeler aus, den „Juden in Erz“ zu beseitigen. Schließlich machte der Stadtkämmerer Köhler den Vorschlag, das Denkmal durch ein Bildnis eines anderen bedeutenden deutschen Musikers zu ersetzen. Carl Goerdeler nannte diese Alternative „prüfbar“, unter der Voraussetzung, dass das Denkmal unangetastet bleibe, bis er seine Entscheidung getroffen habe. Dadurch gewann er Zeit, um in Regierungskreisen Unterstützung für seine ablehnende Haltung zu suchen. Ausgerechnet das Reichspropagandaministerium ließ verlauten, dass „solche Bildstürmerei“ nicht gewünscht sei. Diese Stellungnahme beruhte allerdings nicht auf tatsächlicher Unterstützung der Position Goerdelers, sondern wurde nur mit Blick auf die Olympischen Spiele in Berlin abgegeben. Joseph Goebbels befürchtete in dieser Frage ein negatives Echo im Ausland.
Als Carl Goerdeler vom 8. bis 13. November nach Skandinavien reiste, um u. a. am 10. November in Helsinki einen Vortrag über Wirtschaft, Preise und Währung zu halten, ergriffen die Nationalsozialisten die Initiative und entfernten in der Nacht vom 9. auf den 10. November eigenmächtig das Mendelssohn-Denkmal. Die Nachricht vom Abriss erhielt Goerdeler auf seiner Rückreise in Stockholm. Nach seiner Rückkehr warf er seinem NS-Stellvertreter Haake Illoyalität vor; als er bemerkte, dass der Stadtrat und auch die Reichsregierung gegen ihn standen und eine Wiedererrichtung des Denkmals auf keinen Fall unterstützen würden, reichte er am 25. November 1936 sein Pensionierungsgesuch ein. Er wurde sofort beurlaubt. Später, als er im Gefängnis über seinen Rücktritt berichtete, schrieb er: „Damals führte ich den klaren Entschluss aus, nicht die Verantwortung für eine Kulturschandtat zu übernehmen.“ Am 22. März 1937 erfolgte Goerdelers Verabschiedung aus dem Dienst der Stadt Leipzig.

### Auslandsreisen 1937/1938
„Ein beruhigtes Europa, in organischer Entwicklung zu immer größer werdender wirtschaftlicher Einheit fortschreitend, bedeutet die Sicherung des Friedens und der Wohlfahrt der Welt.“

Goerdeler organisierte vielerorts in Europa und den USA Treffen mit Politikern und Industriellen, die als Ansprechpartner für ihn in Frage kamen, um sich, entgegen einer praktizierten Appeasement-Politik, für ein härteres Vorgehen gegenüber Hitler einzusetzen. Nach dem offenen Konflikt mit der NSDAP wagte Gustav Krupp von Bohlen und Halbach nicht mehr die Berufung Goerdelers in den Krupp-Vorstand ohne Rücksprache mit Hitler. Noch im März 1937 teilte er Goerdeler mit, dass Hitler einen Mann mit den wirtschaftspolitischen Ansichten Goerdelers nicht in der Schwerindustrie sehen möchte. Stattdessen kam dieser über Theodor Bäuerle in Kontakt mit dem Kreis oppositioneller Demokraten in Stuttgart, der sich um den Industriellen Robert Bosch gebildet hatte. Bosch verfolgte das Ziel, die westeuropäischen Staatsmänner vor der Gefährlichkeit des Nationalsozialismus zu warnen. Aus diesem Grund schloss er 1937 mit Goerdeler einen Beschäftigungsvertrag ab, der nun als Berater der Firma Bosch in Finanzfragen angestellt war. Dieses Vertragsverhältnis gab seiner bevorstehenden ausgedehnten Reisetätigkeit ein legales Aussehen – sogar Hermann Göring, bei dem er wegen einer Visa-Angelegenheit vorsprach, unterstützte das Vorhaben in Unkenntnis des tatsächlichen Zwecks. Gleiches gilt für Krupp von Bohlen und Halbach, der Goerdelers Reisen finanziell unterstützte. Bis zum Beginn des Zweiten Weltkrieges bereiste Goerdeler mehr als zehn europäische Länder, den Nahen Osten und Nordafrika sowie Kanada und die Vereinigten Staaten. Ausführliche Berichte über seine Reiseeindrücke sandte er an Krupp, Bosch, Göring, Schacht, daneben an die Generäle Werner von Fritsch, Georg Thomas, Franz Halder und Ludwig Beck. Diesen kannte er vermutlich bereits seit seiner Zeit als Preiskommissar 1935. Die Auslandsreisen Goerdelers legten den Grundstein für die Zusammenarbeit mit Beck, die später den Kern des konservativen Widerstandes bildete.
Seine erste Reise führte ihn nach Brüssel (4. bis 16. Juni 1937) und Großbritannien (bis 15. Juli). In Belgien knüpfte er nicht nur Kontakte zu einflussreichen Wirtschaftsführern, sondern wurde auch von König Leopold III. und Premierminister Paul van Zeeland empfangen. Die Weise, auf die Goerdeler aufgenommen wurde, obwohl er ohne Auftrag irgendeiner Behörde oder Partei reiste, zeigt, dass er im Ausland durchaus als politische Persönlichkeit hohen Ranges und in gewisser Weise auch als Vertreter eines „anderen Deutschlands“ angesehen wurde.
Sein Aufenthalt in London bot ihm gleichermaßen Anlass zur Kritik wie zur Bewunderung: Mit Sorge betrachtete er die unsichere Sozialpolitik und das Nachlassen der wirtschaftlichen Kraft. Dagegen machten vor allem der englische Lebensstil und die politischen Traditionen des Vereinigten Königreichs, wie etwa das britische „selfgovernment“, großen Eindruck auf ihn. Überrascht zeigte er sich von der Verhandlungsbereitschaft Großbritanniens („Appeasement“), obgleich die Juden- und Kirchenpolitik der Nationalsozialisten das Verhältnis schwer getrübt hatten. Besonders intensive Gespräche ergaben sich mit Außenminister Anthony Eden. Später, als der Widerstand seine außenpolitischen Ansichten formulierte, blieb Goerdeler der Anglophile, während Ludwig Beck vor allem auf eine Verständigung mit der „Grande Nation“ Frankreich setzte.
Ende Juli plante Goerdeler eine ausgedehnte Südamerika-Reise, zog es dann aber vor, zunächst nach Paris zu fahren. In seinem Bericht aus Frankreich schilderte er die große Verständigungsbereitschaft, aber auch die Empfindlichkeit wegen der Beteiligung deutscher Truppen im Spanischen Bürgerkrieg. Es gelang ihm, dauerhafte Kontakte zum französischen Politiker Paul Reynaud zu knüpfen. Von Boulogne aus setzte er im September 1937 nach Kanada über. In Ottawa sprach er von großen Möglichkeiten einer deutsch-kanadischen Kooperation, da Deutschland als Industrie- und Forschungsnation für eine Partnerschaft mit dem rohstoffreichen Kanada besonders geeignet sei. Über diese Idee sprach er auch mit Premierminister Mackenzie King.
Ab dem 2. Januar 1938 hielt sich Goerdeler in den Vereinigten Staaten auf, wo der emigrierte Anwalt Gotthilf Bronisch in New York als sein wichtigster Vertrauter agierte. Während seiner Amerikareise hatte Goerdeler sein politisches Testament verfasst, welches er Bronisch mit der Maßgabe übergab, es im Falle seines Todes zu veröffentlichen. Ausführlich kritisierte er die New-Deal-Politik Roosevelts, wobei er gleichzeitig von beachtenswerten Chancen für eine Achse Washington-London-Berlin berichtete. Würde Deutschland die europäischen Probleme durch eine friedliche Verständigung mit seinen Nachbarstaaten und Großbritannien lösen können, erhoffte er sich dadurch auch eine transatlantische Zusammenarbeit. Falls das Deutsche Reich aber den kriegerischen Konflikt heraufbeschwören sollte, so stünde Amerika als einer seiner stärksten Gegner fest. Auch in Amerika kam er mit einflussreichen Männern des öffentlichen Lebens zusammen, u. a. mit Außenminister Cordell Hull, dem ehemaligen Präsidenten Herbert C. Hoover, Finanzminister Henry Morgenthau sowie dem Industriellen Owen D. Young.
Nach seiner Rückkehr im Januar 1938 erfuhr er in einem langen Gespräch mit den Generälen Beck und Fritsch von Hitlers Kriegsplänen, die seinen Hoffnungen auf eine politische Verständigung die Grundlage entzogen. Goerdeler versuchte, die Militärs zu einem Putsch zu bewegen, was jedoch auch dadurch scheiterte, dass General Fritsch zwei Wochen darauf im Zuge der Blomberg-Fritsch-Krise abgesetzt wurde. Mitte März, unmittelbar nach dem Anschluss Österreichs, brach Goerdeler zu seiner zweiten Reise nach Frankreich und England auf. In der britischen Hauptstadt hielt er vor der renommierten London School of Economics and Political Science (LSE) einen Vortrag zum Thema „Wirtschaft und öffentliche Verwaltung“, der äußerer Vorwand der Reise war. Zudem begleiteten ihn seine Frau und seine Tochter, um dem London-Aufenthalt einen „familiären Anstrich“ zu verleihen. In seinem Vortrag vor der LSE unterstrich Goerdeler seine wirtschaftsliberalen Ansichten und warnte vor Lohnregulierung und dem bevormundenden Wohlfahrtsstaat. Gleichzeitig polemisierte er gegen den damals überaus populären John Maynard Keynes und dessen Vorstellungen von staatlich beeinflussten Wirtschaftsprozessen. Ein von Heinrich Brüning arrangiertes Zusammentreffen mit Winston Churchill kam auf dieser Reise nicht zustande. Neben dem Anschluss Österreichs, den er sorgenvoll beobachtete, stand die Frage des Sudetenlandes in den Gesprächen mit dem Diplomaten Robert Vansittart, 1. Baron Vansittart, auf der Agenda. Goerdeler betonte, dass er vor allem einen klaren Kurs gegenüber NS-Deutschland für notwendig halte, zweitrangig, wie die Entscheidung Großbritanniens in dieser Frage ausfallen würde.

### Abkehr vom NS-Regime
„Es ist eine phantastische Illusion, einen dauerhaften Frieden auf einen Pakt mit dem Teufel zu gründen.“

1938 reiste Goerdeler fünf weitere Male nach Großbritannien, um den Manager Arthur Primrose Young zu teilweise mehrtägigen Gesprächen zu treffen. Der Kontakt war über Robert Vansittart zustande gekommen. Die Gesprächsprotokolle ergaben die sogenannten „X-Dokumente“, die das Foreign and Commonwealth Office sowie über Owen D. Young US-Präsident Franklin D. Roosevelt erreichten. So war das Weiße Haus en détail über Goerdelers Vorstellungen informiert. Im Wesentlichen forderte dieser, der in den Gesprächsprotokollen nur „X“ genannt wurde, ein entschiedenes Auftreten zumindest Frankreichs und der USA. Großbritannien betreffend kritisierte er Premierminister Neville Chamberlain, den er als „Hemmschuh“ für ein aktives Auftreten gegen den Nationalsozialismus bezeichnete. Die schwache Appeasement-Politik lehnte er als unmoralisch und in höchstem Maße gefährlich ab. Die „X-Dokumente“ wurden nach dem Ende des Zweiten Weltkrieges von A. P. Young veröffentlicht; sie zeichnen ein differenziertes Bild von Goerdelers Ansichten im Jahr 1938.
Statt einer Kursänderung seitens der britischen Regierung zeichnete sich ein Abkommen mit dem Deutschen Reich über die Sudetenfrage ab. Noch am 11. September richtete Goerdeler eindringliche Briefe nach London, in denen er berichtete, dass Hitler fest zum Krieg entschlossen sei.
Als am 30. September das Münchner Abkommen zwischen Großbritannien und Frankreich einerseits und dem Deutschen Reich und Italien andererseits geschlossen wurde, sprach Goerdeler vom „Verrat von München“. Tief besorgt sprach er von einem Erstarken der „bösen Kräfte“ in Deutschland, das dieses Zugeständnis an Hitler bringen würde. Aus Sorge vor polizeilicher Verfolgung reiste er Mitte Oktober 1938 in die Schweiz.
In den letzten zwölf Monaten vor Kriegsbeginn blieb Goerdeler weiterhin einer Doppelstrategie verpflichtet, die darauf abzielte, die NS-Regierung durch inneren und äußeren Druck von ihrem politischen und wirtschaftlichen „Vabanque“-Kurs abzubringen. Im Frühjahr 1939 unternahm Goerdeler eine weitere Reise nach Frankreich. Im Sommer führte ihn sein Weg noch einmal nach Großbritannien, in die Schweiz und in die Türkei. Von der Türkei aus besuchte Goerdeler auch die britischen, französischen und italienischen Besitzungen im Nahen Osten und in Nordafrika. Über diese Reisen fertigte er wie in den Vorjahren umfangreiche Berichte an, die er Gustav Krupp von Bohlen und Halbach, Robert Bosch, Hermann Göring, Hjalmar Schacht, Ludwig Beck, Werner von Fritsch, Franz Halder, Georg Thomas sowie dem Auswärtigen Amt und der Reichskanzlei zur Verfügung stellte. In diesen Ausarbeitungen plädierte Goerdeler für eine auf „Ausgleich“ und „Verständigung“ mit den Westmächten gestützte Revision des Versailler Vertrages. Nach der Annexion der Sudetengebiete hielt er eine Reihe von „deutschen Lebensforderungen“ für erfolgreich verhandelbar: „Beseitigung des Korridors, Einräumung von Kolonialbesitz, billige Hergabe von Gold, um die deutsche Währung wieder weltfähig zu machen.“ Als Gegenleistung solle Deutschland den Westmächten verbindliche Rüstungsbegrenzungen und eine damit einhergehende Wiederannäherung an die Weltwirtschaft zusichern. Goerdeler versuchte mit diesen Vorschlägen, bei verschiedenen Einflussgruppen und bei offiziellen Stellen einen alternativen politischen Ansatz ins Gespräch zu bringen, der „das Risiko eines großen Krieges verringerte, ohne von der seit 1933/34 von ihm mitverfochtenen Expansionsstrategie die geringsten Abstriche zu machen“. In dem Bericht über die Gespräche, die er während seiner letzten Auslandsreise vor dem Krieg geführt hatte, schrieb Goerdeler Anfang August 1939: „Die Grenzen von 1914 im Osten, Kolonien, Gold, Zutritt zu Rohstoffen, dürften zu haben sein.“ Unabdingbare Voraussetzung dafür sei aber ein Verzicht Deutschlands auf einseitige Schritte gegenüber Polen, da Großbritannien und Frankreich einen weiteren Prestige- und Einflussverlust nicht mehr hinnehmen könnten und unter diesen Umständen den Kampf aufnehmen müssten. Diesen „Großkrieg“ aber werde Deutschland verlieren, da es auf eine solche Auseinandersetzung wirtschaftlich nicht vorbereitet und Italien als Bundesgenosse wertlos sei.
Als Goerdeler sich darüber klar wurde, dass diese Vorstöße nicht mehr bis in das Machtzentrum durchdrangen, begann seine endgültige, auch innenpolitische Abkehr vom NS-Regime. Die neuere Forschung hat herausgearbeitet, dass es sich noch bei Goerdelers verfassungspolitischen Reformvorschlägen vom Herbst 1938 „nicht um eine strikte Ablehnung des nationalsozialistischen Regimes handelte, sondern um Vorschläge zu dessen Verbesserung“. Der grundlegende Distanzierungsprozess setzte Ende 1938 ein, als Goerdeler seine Bemühungen um ein Regierungsamt einstellte. Er war im Sommer 1940 abgeschlossen. Der Goerdeler-Biograph Peter Theiner datiert seine Distanzierung dagegen bereits Anfang der 30er Jahre. Seine rein funktionale Argumentation gegen die Aufrüstung, die Autarkiebestrebungen, das Machtmonopol der NSDAP und die Verfolgung von Juden und Freimaurern stellten nicht seine eigenen Ansichten dar, sondern sollten „seine Kontrahenten bei ihren Interessen [...] packen, Kontrahenten, die moralischen Argumenten nicht zugänglich waren“. Die von Goerdeler vertretene Revision der deutschen Ostgrenze unterscheide sich nicht wesentlich von der Politik Gustav Stresemanns. Dagegen habe nach den Erinnerungen Hans Walz‘ dieser sich mit Goerdeler über die Notwendigkeit der Beseitigung des NS-Regimes bereits 1936 in „volle[r] Übereinstimmung“ befunden.

### Widerstand im Krieg
„Das deutsche Volk muss und wird sich selbst von einem System befreien, das unter dem Schutz des Terrors ungeheuerliche Verbrechen begeht und Recht, Ehre und Freiheit des deutschen Volkes zerstört hat.“

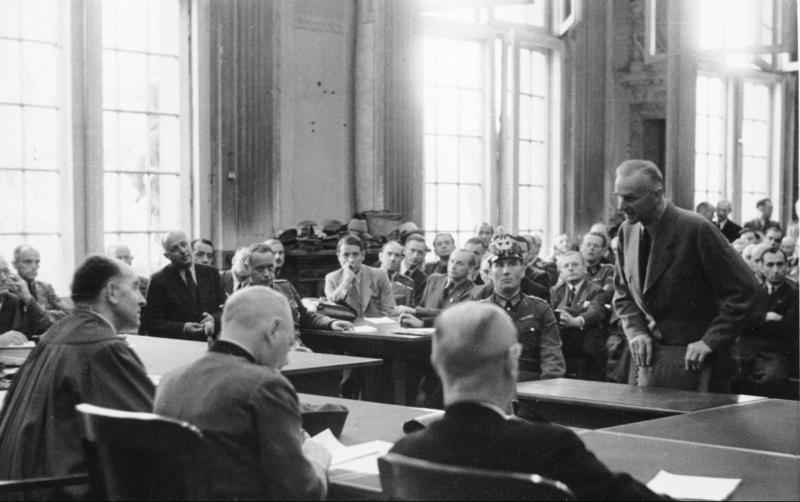
Carl Goerdeler vor dem Volksgerichtshof, 1944

In den USA wurde Goerdelers Entwicklung nicht bemerkt: Er ist auf der 400 Namen umfassenden „Liste der führenden Nazis“ (List of Key Nazis) aufgeführt, die John Franklin Carter, Berater des US-amerikanischen Präsidenten Franklin D. Roosevelt, 1942 für das Weiße Haus zusammenstellen ließ und auch an den Militärgeheimdienst OSS weiterleitete.
Im Zusammenwirken mit dem früheren Generalstabschef des Heeres Ludwig Beck entwickelte Goerdeler – ausgehend von der bereits seit 1863 in Berlin bestehenden Mittwochsgesellschaft, einem Kreis nationaler und konservativer Politiker – in den folgenden Jahren den Kern einer Widerstandsgruppe gegen die NS-Regierung. Zu diesem Kreis stießen zwischen 1941 und 1943 auch Sozialdemokraten wie Wilhelm Leuschner und ehemalige Funktionäre der christlichen Gewerkschaften wie Jakob Kaiser und Bernhard Letterhaus. Leuschner, Kaiser und Letterhaus hatten bereits 1933 im Führerkreis der vereinigten Gewerkschaften zusammengearbeitet. In Leipzig wurden der Bankier Wilhelm Schomburgk und der Unternehmer Walter Cramer zu Goerdelers engsten Vertrauten. Regelmäßige Gesprächspartner Goerdelers in Berlin waren vor allem Ulrich von Hassell, Paul Lejeune-Jung, Erwin Planck, Johannes Popitz, Josef Wirmer, Max Habermann, Albrecht Haushofer, Carl Langbehn und Jens Jessen. Geld und Aufträge verteilte Goerdeler auch an Kurt Megelin vom linkssozialistischen Roten Stoßtrupp, der wiederum gemeinsam mit seiner Frau Else gute Beziehungen zu Wilhelm Leuschner unterhielt.
Obwohl dieser Oppositionszirkel „hauptstadtbekannt“ war, wurde er bis 1944 von der Gestapo nicht behelligt. Der Historiker Karl Heinz Roth führt diese „großbürgerlich-aristokratische Immunität“ unter anderem darauf zurück, dass sich die politische Konzeption der Goerdeler-Gruppe bis 1943 weiterhin im Rahmen des „Bündnisses zwischen den traditionellen Eliten und der NS-Bewegung“ bewegte. Noch im Juli/August 1943 autorisierte Goerdeler den Versuch von Johannes Popitz, Heinrich Himmler für die Anliegen der Gruppe zu gewinnen. Mit Claus Schenk Graf von Stauffenberg, der die zum Staatsstreich entschlossenen jüngeren Stabsoffiziere repräsentierte, nahm Goerdeler erst im September 1943 Verbindung auf.

### Ziele des Goerdeler-Kreises
Ziel des Widerstands war für den Kreis um Goerdeler der Sturz Adolf Hitlers, um den Krieg zu beenden. Dabei lehnte Goerdeler persönlich die Tötung Hitlers ab und plädierte für dessen Verhaftung und einen anschließenden rechtsstaatlichen Prozess. Die Gruppe sah für die Zeit nach dem Umsturz Goerdeler als Reichskanzler vor. In dieser Eigenschaft erarbeitete er umfangreiche Pläne zu einer Verfassung und Ministerlisten, die vielen Mitverschwörern später zum Verhängnis geworden sind (s. Schattenkabinett Beck/Goerdeler).
Die außen- und innenpolitische Konzeption Goerdelers war nicht frei von Widersprüchen. Obwohl er seit Anfang 1943 davon ausging, dass „die deutschen Kräfte auf allen Gebieten sich dem Zustand des Verbrauchtseins“ näherten, der „Kräfteeinsatz der Gegner aber noch einer erheblichen Steigerung fähig“ sei, lehnte er eine Rückkehr zur politischen Vorkriegsgeographie und die umstandslose Aufgabe der seit 1938 erzielten deutschen Gebietsgewinne ab. Deutschland sollte in den Grenzen von 1914 – also nicht nur unter Einschluss der nach 1918 verlorenen preußischen Gebiete Westpreußen, Posen und Ostoberschlesien, sondern auch Elsass-Lothringens und Nordschleswigs – aus dem Krieg hervorgehen, zudem sollten Österreich und das Sudetenland beim Reich, dem Goerdeler auch für die Zeit nach Hitler eine Hegemonialstellung auf dem Kontinent zusprach, verbleiben. Der polnische Staat sollte allerdings restauriert werden und durch eine „Staatsunion mit Litauen“ einen Zugang zur Ostsee erhalten. Zentrales Nahziel Goerdelers war es, zu einer Verständigung mit den USA und insbesondere mit Großbritannien zu gelangen, um so „alle Kriegskräfte des deutschen Volkes auf den Osten zu konzentrieren“; einen Friedensschluss mit der UdSSR zog er nicht in Erwägung, sondern bot Briten und Amerikanern wiederholt an, die bewaffnete „Sicherung gegen Russland“ zu übernehmen. Im Februar und Mai 1943 beriet er sich mit dem schwedischen Architekten Raoul Wallenberg und ließ durch dessen Onkel zweiten Grades, Marcus Wallenberg jr., ein in diesem Sinne gehaltenes Schreiben an Churchill überbringen. Ähnliche Vorstöße unternahm er im Frühjahr 1944 über Allen Dulles in der Schweiz, George Earle in der Türkei und einmal mehr Wallenberg. Innenpolitisch kreiste Goerdelers Denken um Mittel und Wege, einen befürchteten, mit der Novemberrevolution vergleichbaren Umbruch „von unten“, von dem er annahm, dass „er sehr viel schlimmere Formen annehmen [würde] als 1918“, unter allen Umständen zu verhindern. Eine wenigstens informelle Einbeziehung der KPD in die Umsturzvorbereitungen und die Gestaltung der Nachkriegsordnung lehnte er – anders als etwa Stauffenberg unter dem Einfluss Julius Lebers und Adolf Reichweins – strikt ab; diese „reaktionäre“ Haltung untergrub in den letzten Monaten vor dem Umsturzversuch die Position Goerdelers auch bei Stauffenberg, der zuletzt eher den Sozialdemokraten Leuschner als künftigen Reichskanzler favorisierte.
Goerdelers Verfassungspläne, deren Grundlagen er zuerst 1941 in der Programmschrift Das Ziel erarbeitete, können als konservativ, wirtschaftsliberal und antikommunistisch bezeichnet werden. Von den jüngeren Angehörigen des Kreisauer Kreises und dem sozialistischen Widerstand wurden sie deshalb abgelehnt. Für den ultrakonservativen Flügel der Opposition um Johannes Popitz, Ulrich von Hassell und Jens Jessen, der an der Perspektive „eines ‚totalen‘ Obrigkeitsstaates“ festhielt, enthielt Goerdelers Ansatz umgekehrt bereits zu weitgehende Zugeständnisse an den Gedanken einer Repräsentativverfassung.
Eine uneingeschränkt direkte Wahl von Abgeordneten sahen Goerdelers Verfassungspläne allerdings nur für die Ebene der Gemeinden vor. Die bisherigen Gemeinden und Landkreise sollten beibehalten, die Regierungsbezirke hingegen aufgelöst und die bisherigen Provinzen Preußens mit den kleineren Ländern zu neuen Ländern oder Reichsgauen zusammengefasst werden. Erklärtes Ziel dieser Verwaltungsreform war der Abbau von Beamtenstellen, wovon vor allem NSDAP-Mitglieder betroffen gewesen wären.
Die repräsentativen Körperschaften auf Kreis-, Gau- und Reichsebene sollten vollständig oder zum Teil indirekt gewählt werden, ihre Beschlüsse wären für die Exekutive – Bürgermeister, Landräte, Gau- oder Landeshauptleute und Reichsregierung – in zentralen Fragen nicht bindend gewesen.
Die berufsständischen Vertretungen sollten sich künftig selbst verwalten. Die bisherigen Wirtschaftskammern sollten aufgelöst und durch neue Kammern auf Ebene der Gaue (nicht zu verwechseln mit den späteren Gauwirtschaftskammern) ersetzt werden. Diese Wirtschaftskammern sollten aus selbstständigen Gruppen aus Unternehmern, Angestellten und Arbeitern aus je den Bereichen der Landwirtschaft, der Industrie, des Handels, des Handwerks, des Banken- und Versicherungswesens, der Energiewirtschaft und des Fremdenverkehrs bestehen. Die Präsidenten dieser Kammern sollten die neue Reichswirtschaftskammer bilden. Die Wirtschaftskammern sollten ein Viertel der Gemeinden-, Kreis- und Gauvertretungen bestimmen, je zur Hälfte Unternehmer und Arbeitnehmer.
Daneben sollten die Reichsrechtsanwaltskammer, die Reichsärztekammer und die Einzelkammern der Reichskulturkammer weiter bestehen, letztere jedoch aufgelöst und Verleger und Händler in den Wirtschaftskammern organisiert werden.
Auf Reichsebene sah Goerdeler ein Zweikammerparlament mit einem Reichstag und einem Reichsständehaus vor. Die Reichstagsabgeordneten sollten zur Hälfte direkt, zur anderen Hälfte indirekt (durch die Abgeordneten der Gaulandtage) gewählt werden. Das Reichsständehaus konzipierte Goerdeler als Vertretung des Besitz- und Bildungsbürgertums, der Angestellten und der Arbeiter: Es sollte aus dem „Präsidenten und den Gruppenführern der Reichswirtschaftskammer [bestehen], aus den Präsidenten aller übrigen Reichskammern (Ärzte, Anwälte, Künstler usw.), der gleichen Zahl von Rektoren von Hochschulen, den Landeshauptleuten und bis zu 30 Personen, die der Staatsführer auf Grund ihrer Leistungen für das deutsche Volk auf Lebenszeit berufen muss; diese letzteren müssen 50 Jahre alt sein“. Dabei sollten Unternehmer und Arbeitnehmer möglichst in gleicher Anzahl vertreten sein: „Kapital und Arbeit müssen in der Verfassung des Staates wie in der Natur und im Leben gleichwertig nebeneinander stehen.“ Gesetzentwürfe sollten zwingend beide Kammern passieren; Entwürfe „mit finanziellen Auswirkungen dürfen von einem oder beiden Häusern jedoch nur eingebracht werden, wenn der Reichskanzler vorher zugestimmt hat“.
Die Reichsregierung sollte künftig nur noch aus dem Reichskanzler und acht Reichsministern bestehen, zuständig für Wehr, Inneres (einschließlich der nicht aufgelösten Teile des Propagandaministeriums), Wirtschaft (einschließlich Ernährung und Landwirtschaft), Justiz, Auswärtiges, Finanzen, Erziehung (einschließlich kirchliche Angelegenheiten) und Verkehr (einschließlich Luftfahrt und Post). Das Reichsarbeitsministerium sollte aufgelöst und die Zuständigkeit für die öffentliche Arbeitsvermittlung den Gauen und Kreisen, für „Ausgleichspolitik“ (Sozialpolitik) dem Reichswirtschaftsministerium und für Arbeitsmarktpolitik allen Ministerien gemeinsam übertragen werden.
An die Spitze des Staates wollte Goerdeler einen mit umfangreichen Vollmachten ausgestatteten „Reichsführer“ stellen: „In Betracht kommen: Erbkaiser, Wahlkaiser, auf Zeit gewählter Führer.“ Persönlich favorisierte er die Erbmonarchie.
Auch die kurzfristige Planung Goerdelers für die Zeit nach dem Umsturz wurde von den liberaldemokratisch orientierten Stimmen in seinem weiteren Umfeld nicht uneingeschränkt unterstützt. Goerdeler lehnte es beispielsweise ab, die Konzentrationslager nach einem erfolgreichen Umsturz sofort aufzulösen. Sie sollten der Wehrmacht übergeben und die Insassen richterlich überprüft werden. Der Reichsinnenminister sollte das Recht erhalten, die „weitere Verwahrung“ auch nicht straffälliger – also politischer – Häftlinge anzuordnen, „soweit diese während des Krieges zur Sicherheit des Reiches unerlässlich ist“. Die Deutsche Arbeitsfront sollte in eine vergleichbare Organisation, für die weiterhin Zwangsmitgliedschaft galt, umgewandelt werden; ihr Vorsitzender und dessen Stellvertreter konnten nach Goerdelers Vorstellungen zwar nunmehr von den Mitgliedern gewählt werden, waren aber vom Staat zu bestätigen. Dieser halbstaatlichen „Deutschen Gewerkschaft“ sollte auch die Verantwortung für die Arbeitslosenversicherung und die Arbeitsämter übertragen werden. Die aus dem Führerkreis der vereinigten Gewerkschaften hervorgegangenen Gewerkschafter in Goerdelers Umfeld wie Leuschner und Kaiser unterstützten diesen Plan ausdrücklich. Jene Gesetze und Regelungen, die die NSDAP privilegiert oder mit dem Staatsapparat verschmolzen hatten, sollten nach der Absetzung der Hitler-Regierung annulliert, waffentragende Gliederungen wie die SS sofort aufgelöst, die Organisation Kraft durch Freude liquidiert und die Aufgaben der NSV Gemeinden, Kreisen und Gauen übertragen werden. Die NSDAP selbst sollte weiter bestehen, da die Meinungen „sich bald von selbst klären“ würden und müssten. Die Hitlerjugend wollte Goerdeler in eine „Staatsjugend“ unter Führung eines „in Erziehungsfragen bewährten Generals“ umwandeln, deren Aufgabe „nicht mehr in irgendeiner nationalpolitischen Erziehung, sondern nur noch im Turnen, Sport, Spiel und Handarbeiten“ liegen sollten.
Nach Saul Friedländer gehörte Goerdeler in die Reihe der „konservativen Feinde des (nationalsozialistischen) Regimes“. Einer ihrer gemeinsamen Pläne war, dass in einem „künftigen Deutschland das Bürgerrecht nur Juden gewährt werden würde, die sich auf eine lange Vorfahrenreihe im Land berufen konnten; die später Hinzugekommenen würden das Land verlassen müssen“. In diesem Zusammenhang propagierte Goerdeler den so genannten Judenstaat in Kanada als „Dauerlösung“ für die europäischen Juden nach einem Friedensschluss mit den Alliierten. Auch wenn Goerdeler die zutage tretende Vernichtungspolitik der Nationalsozialisten in Osteuropa vehement ablehnte, änderte sich „an Goerdelers Antisemitismus […] bis zu seinem Lebensende nichts“. Andere Forschungen lehnen dagegen eine einseitig antisemitische Auslegung ab und sehen in den Schutzrechten, die auch ein jüdischer Staat über seine Bürger ausbreitet, den eigentlichen Kern von Goerdelers Konzept. Er habe darin „den Schutz der Juden einem jüdischen Staat anvertraut“ und somit „in ihre eigenen Hände“ legen wollen.

### Verhaftung und Hinrichtung
Am 14. Juli 1944, also noch vor dem Attentat vom 20. Juli 1944, wurde gegen Goerdeler Haftbefehl erlassen. Davon durch Freunde (laut Hans Bernd Gisevius über den Chef des Reichskriminalpolizeiamtes Arthur Nebe) in Kenntnis gesetzt, floh er in seine westpreußische Heimat. Anfang August 1944 erschienen in der Presse Fahndungsaufrufe, teilweise mit Foto. Bezeichnenderweise wurde sein Name hierbei regelmäßig falsch geschrieben („Gördeler“ statt „Goerdeler“). Als Belohnung waren eine Million RM (entspricht heute etwa 4,6 Millionen EUR) ausgesetzt.
In Konradswalde (Kreis Stuhm) wurde er in einem Wirtshaus von der Buchhalterin Helene Schwärzel erkannt und verraten. Daraufhin wurde Goerdeler am 12. August 1944 verhaftet. Am 8. September 1944 verurteilte ihn der Volksgerichtshof unter dem Vorsitz Roland Freislers zusammen mit Wilhelm Leuschner, Josef Wirmer und Ulrich von Hassell wegen „Verrats am Volke“ zum Tode. In der Hoffnung, von ihm die Namen weiterer Verschwörer durch Folterungen zu erfahren, wurde seine Hinrichtung immer wieder verschoben. Zermürbt durch die Haftbedingungen wurde er zu einer „Ergebenheitserklärung“ gebracht, in der er ausführte:

„So haben wir den 20. Juli als ein endgültiges Gottesurteil zu achten. Der Führer ist vor fast sicherem Tod bewahrt. Gott hat nicht gewollt, dass Deutschlands Bestand, um dessen Willen ich mich beteiligen wollte und beteiligt habe, mit einer Bluttat erkauft wird; er hat auch dem Führer diese Aufgabe neu anvertraut.“

Offenbar im Bestreben, den Widerstand gegen das Regime zu rechtfertigen, gab er in Verhören und schriftlichen Berichten ausführlich Auskunft über Organisation, Ziele und Beteiligte des Widerstands aus Gewerkschaften, Unternehmen und Kirche.
Am 2. Februar 1945 wurde Goerdeler in Plötzensee durch Hängen hingerichtet. Seinen Bruder Fritz ereilte das gleiche Schicksal ebenfalls in Plötzensee knapp einen Monat später.

## Nachleben und Gedächtnis

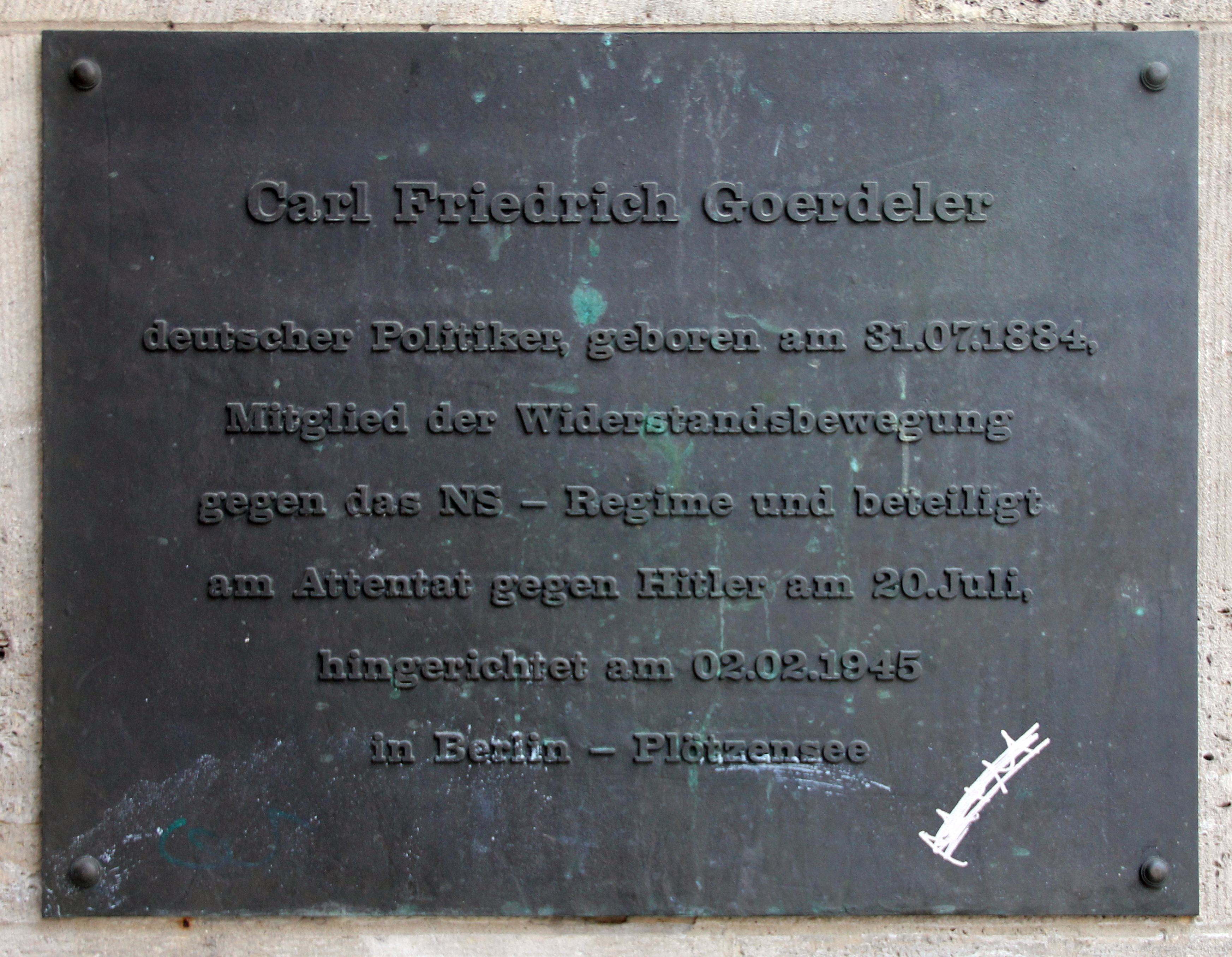
Gedenktafel am Haus, Sybelstraße 2–3, in Berlin-Charlottenburg

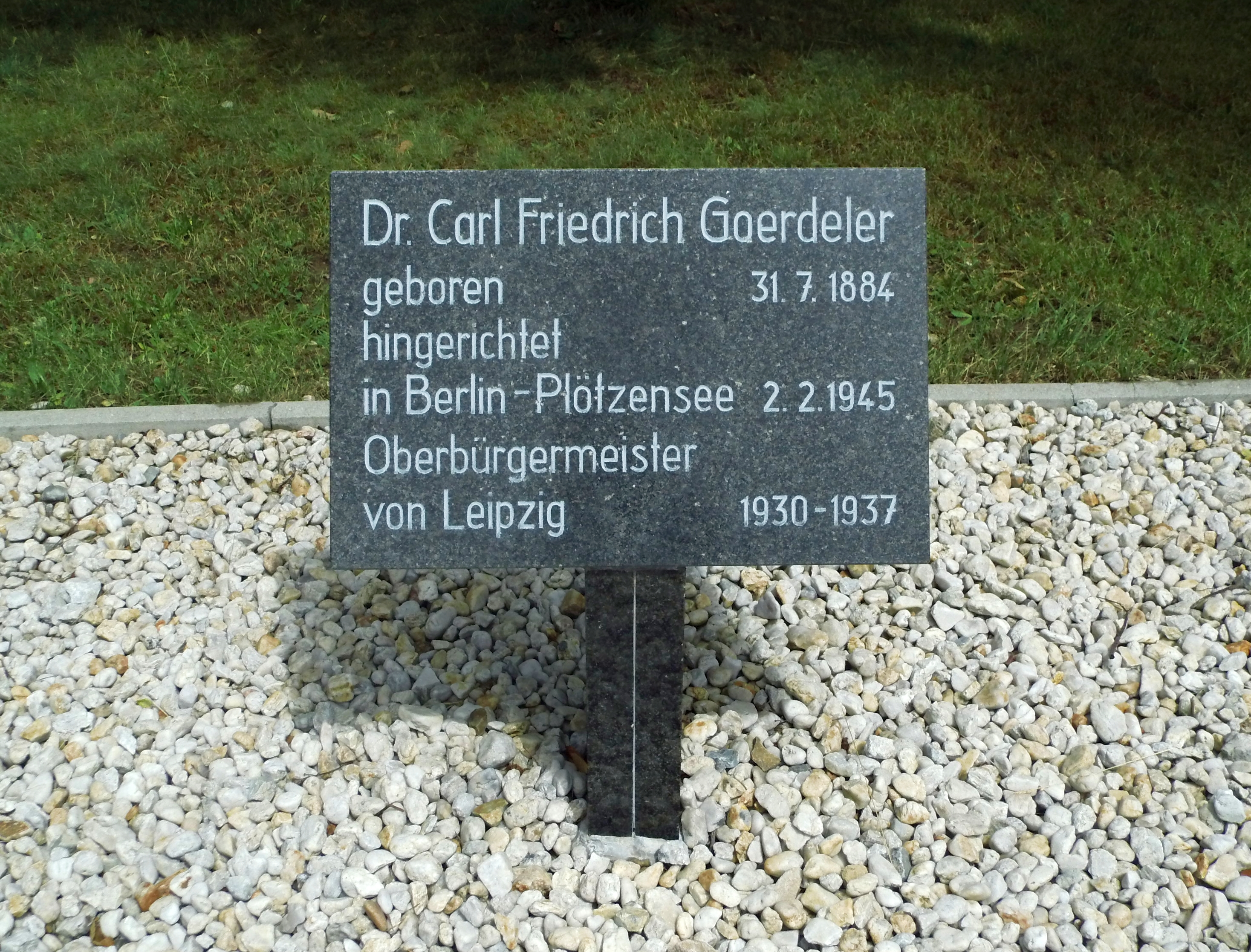
Gedenktafel in Limbach-Oberfrohna

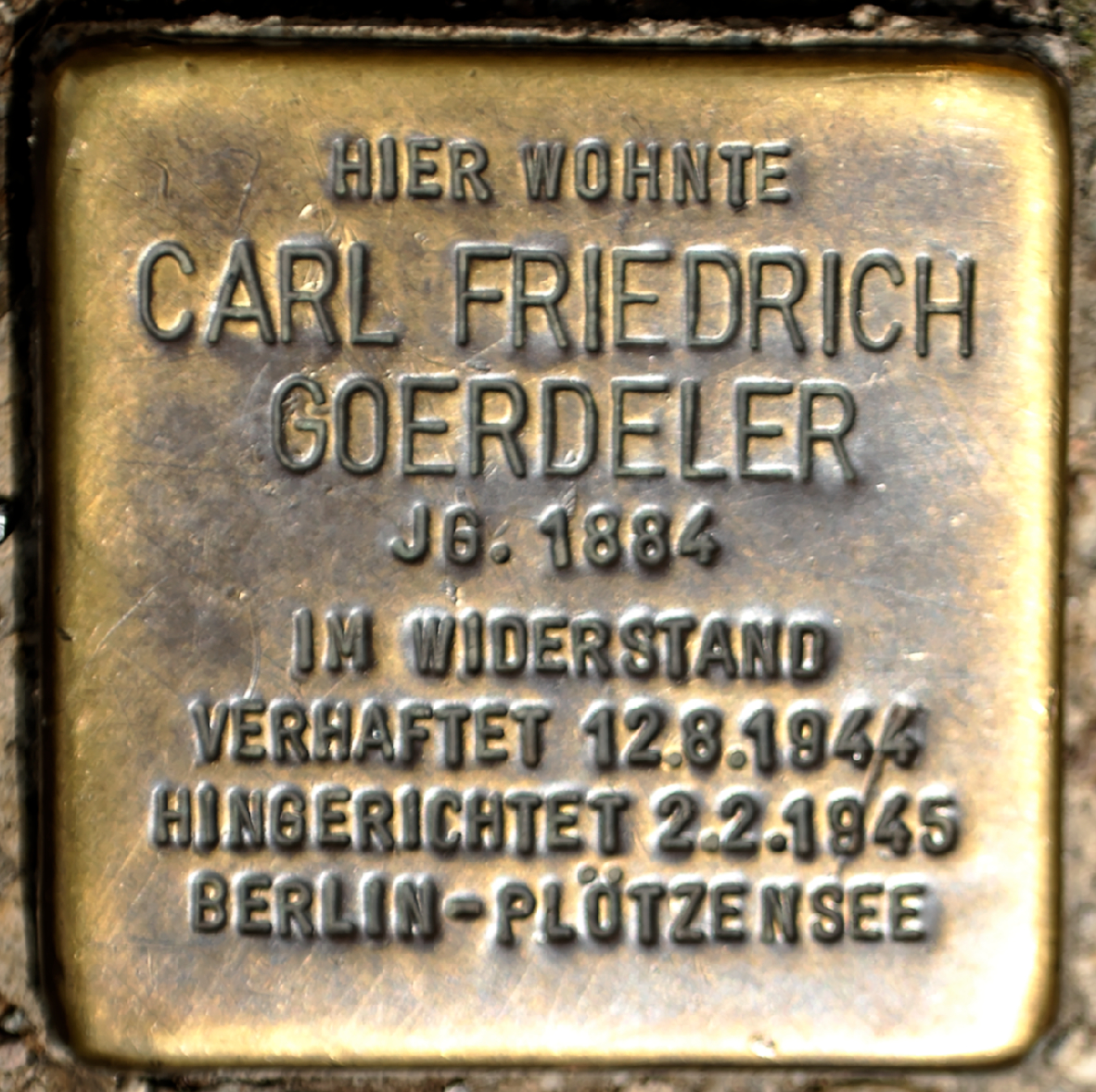
Stolperstein in der Birkerstraße 5, Solingen

Nach dem Ende des Zweiten Weltkriegs wurden nach Goerdeler zahlreiche Straßen benannt, laut Datenbank der Zeit auf der Grundlage der Daten von OpenStreetMap 168 im Bundesgebiet (Stand 2018), besonders in den alten Ländern.
- Goerdelerstraße in Solingen auf Grund seiner erfolgreichen Tätigkeit als Kommunalbeamter
- Goerdelerring als Teil des Leipziger Stadtringes
- Goerdeler-Denkmal vor der Südwest-Ecke des Neuen Rathauses Leipzig
- Goerdeler-Gedenktafel an der Dr.-Goerdeler-Straße in Limbach-Oberfrohna (seit Juli 2000; im Mai 2020 wegen Beschädigung zur Reparatur entfernt)[158]
- Carl-Goerdeler-Ring in Bad Harzburg
- Carl-Goerdeler-Ring in Gifhorn, wo Max Habermann von der Gestapo im Gerichtsgefängnis untergebracht wurde
- Goerdelerdamm in Berlin seit dem 2. November 1953;[159] ein Teilstück der A100. Es verläuft unmittelbar südlich der Haftanstalt Plötzensee, des Ortes, an dem Goerdeler 1945 hingerichtet wurde. In unmittelbarer Nähe befindet sich weiterhin der Goerdelersteg.
- Goerdeler-Grundschule in Berlin (1954 bis 2013; in Paula-Fürst-Schule umbenannt)
- Goerdelerhof in Bochum, Stadtteil Altenbochum, wo eine zusammenhängende Gruppe von nach NS-Widerstandskämpfern benannten Straßen besteht
- Goerdelerring in Kiel, im Neubaugebiet des Stadtteils Kiel-Wellsee sind alle Straßen nach Widerstandskämpfern benannt.
- In einem Viertel Flensburgs sind zusammenhängende Straßen nach Widerstandskämpfern benannt. Die Goerdelerstraße bildet die Hauptachse.
- Goerdelerstraße im Stadtteil Lechenich in Erftstadt; das Patria-Gebiet. Dort sind die Straßen vor allem nach Widerstandskämpfern benannt.
- Goerdelerstraße in Aachen, Bonn, Böblingen, Duisburg, Gütersloh, in Heilbronn, Karlsruhe im Stadtteil Oberreut, Münster im Stadtteil Aaseestadt, in Offenbach am Main, in Oldenburg, in Rostock, in Salzgitter, in Unterhaching, in Fulda, in Erlangen, in Menden (Sauerland); in Sankt Augustin-Menden; in der Kleinstadt Werne, bei Lünen ein Gebiet mit Straßennamen, die nach diversen Widerständlern benannt sind; Wohngebiet Saarbrücken-Eschberg, in Paderborn mit Goerdeler-Gymnasium; außerdem gibt es in Stuttgart, in Bietigheim-Bissingen, Kornwestheim, Korntal-Münchingen, Reutlingen, Siegen, Vreden, Wiesbaden, Wilhelmshaven, Wolfsburg und in Wuppertal eine Goerdelerstraße
- im Mönchengladbacher Stadtteil Wickrath und in Pinneberg eine Dr.-Carl-Goerdeler-Straße
- Carl-Goerdeler-Straße in Frankfurt am Main / Stadtteil Dornbusch, Hamm / Stadtteil Bockum-Hövel; in Ludwigsburg; in Bremen im Stadtteil Vahr; seit den sechziger Jahren die Carl-Friedrich-Goerdeler-Straße im Stadtteil Garath in Düsseldorf; in Speyer / Speyer-West; im Saarland, in der Stadt Merzig, im Wohngebiet Gipsberg, Zwickau / Stadtteil Eckersbach, Hemmingen und Bad Homburg vor der Höhe sowie in Steinhagen (Westf.) im Kreis Gütersloh
- Carl-Friedrich-Goerdeler-Straße in Soltau
- Carl-Goerdeler-Straße in Mainz-Gonsenheim
- Goerdeler-Platz in Ludwigshafen am Rhein
- Goerdelerweg in Darmstadt, Göttingen, Olpe, Weinheim, Ostbevern und in Esslingen am Neckar
- Karl-Goerdeler-Straße in Radevormwald, Geseke und Georgsmarienhütte
- Goerdeler-Park in Duisburg
- Karl-Friedrich-Goerdeler-Straße in Backnang (Rems-Murr-Kreis) und in Leverkusen, Stadtteil Alkenrath (seit 1956)[160]
- Friederich-Goerdeler-Straße in Bergkamen (Nordrhein-Westfalen)
- Carl-Friedrich-Goerdeler-Straße in Steinfurt (Nordrhein-Westfalen)
- Goerdelerstraße in Celle
- Goerdelerring in Marktheidenfeld (Unterfranken / Bayern)
- Carl-Goerdeler-Schule Jemgum
- Goerdeler-Gymnasium in Paderborn
- Dr.-Goerdeler-Str. in Neustadt an der Weinstraße

Sein Sohn Reinhard Goerdeler war viele Jahre Vorstandsvorsitzender der Deutschen Treuhand-Gesellschaft und der KPMG. Sein ältester Sohn Ulrich war über vier Wahlperioden Landtagsabgeordneter in Niedersachsen.
Seit dem Jahr 1999 wird der Carl Goerdeler Preis für Kommunalwissenschaft, kurz Carl-Goerdeler-Preis, verliehen. Die Prämie wird jährlich in Verbindung mit der Carl und Anneliese Goerdeler-Stiftung vergeben.
Im Film Operation Walküre – Das Stauffenberg-Attentat wird er von Kevin McNally gespielt. Peter Steinbach charakterisierte die überwiegend negative Darstellung Goerdelers im Vergleich zum strahlenden Helden Stauffenberg in diesem Film als „verletzend und verantwortungslos“.
In Solingen wurde ein Stolperstein an sein Gedenken verlegt.
Der Asteroid 1987 SQ10 erhielt am 11. April 1998 den Namen (8268) Goerdeler.

## Eigene Schriften

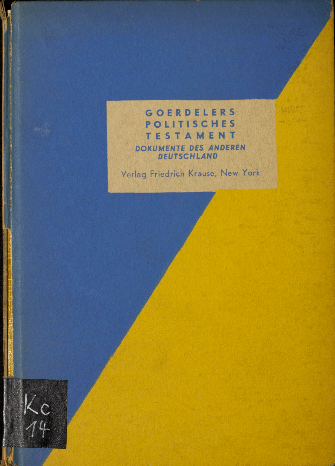
Politisches Testament, herausgegeben in New York, 1945

- Goerdelers politisches Testament, hrsg. von Friedrich Krause, New York 1945 Online bei SUB Hamburg